# Libysche Wüste
Koordinaten: 24° N, 26° O
Die Libysche Wüste, arabisch الصحراء الليبية, DMG aṣ-ṣaḥrāʾ al-lībiya (die Schreibweise der Eigennamen folgt meist der international üblichen englischen Transkription des Ägyptisch-Arabischen), ist eine Wüste in Libyen, in Ägypten und im Sudan. In Ägypten wird sie wegen der historischen Animositäten gegen Libyer und Libyen auch „Westliche Wüste“ genannt, obwohl man seit dem Altertum, unter anderem auch in Mesopotamien, alle Gebiete westlich des Nils Libyen nannte und deren Bewohner Libyer (nach altägyptischen Quellen reicht das libysche Gebiet sogar anderthalbtausend Kilometer weit nach Süden, das heißt bis etwa Höhe des 3. Katarakts, ca. 20. Breitengrad).
Als geographische Einheit erstreckt sie sich heute vom westlichen Ägypten in das östliche Libyen und den nördlichen Sudan sowie je nach Betrachtungsweise in die nordöstlichsten Regionen des Tschad. Alle drei auf ihrem Gebiet und an ihren Rändern lebenden Völker (Ägypter, Libyer und Sudanesen) haben jedoch im Laufe ihrer Geschichte ein ganz unterschiedliches Verhältnis zu dieser einst als Savanne zeitweise durchaus bewohnbaren, heute aber meist völlig öden, ja extrem lebensfeindlichen Landschaft aus Sand-, Geröll- und Felswüsten, Hochländern, Gebirgen und weiten Ebenen entwickelt.
Die Libysche Wüste gehört zu den trockensten Wüsten der Erde, die allerdings nicht nur ein hochkomplexer und sich immer wieder verändernder Naturraum, sondern auch ein uralter Kulturraum ist, der besonders durch seine enge Koppelung an die jeweilige naturräumliche Situation geprägt wurde und wird.

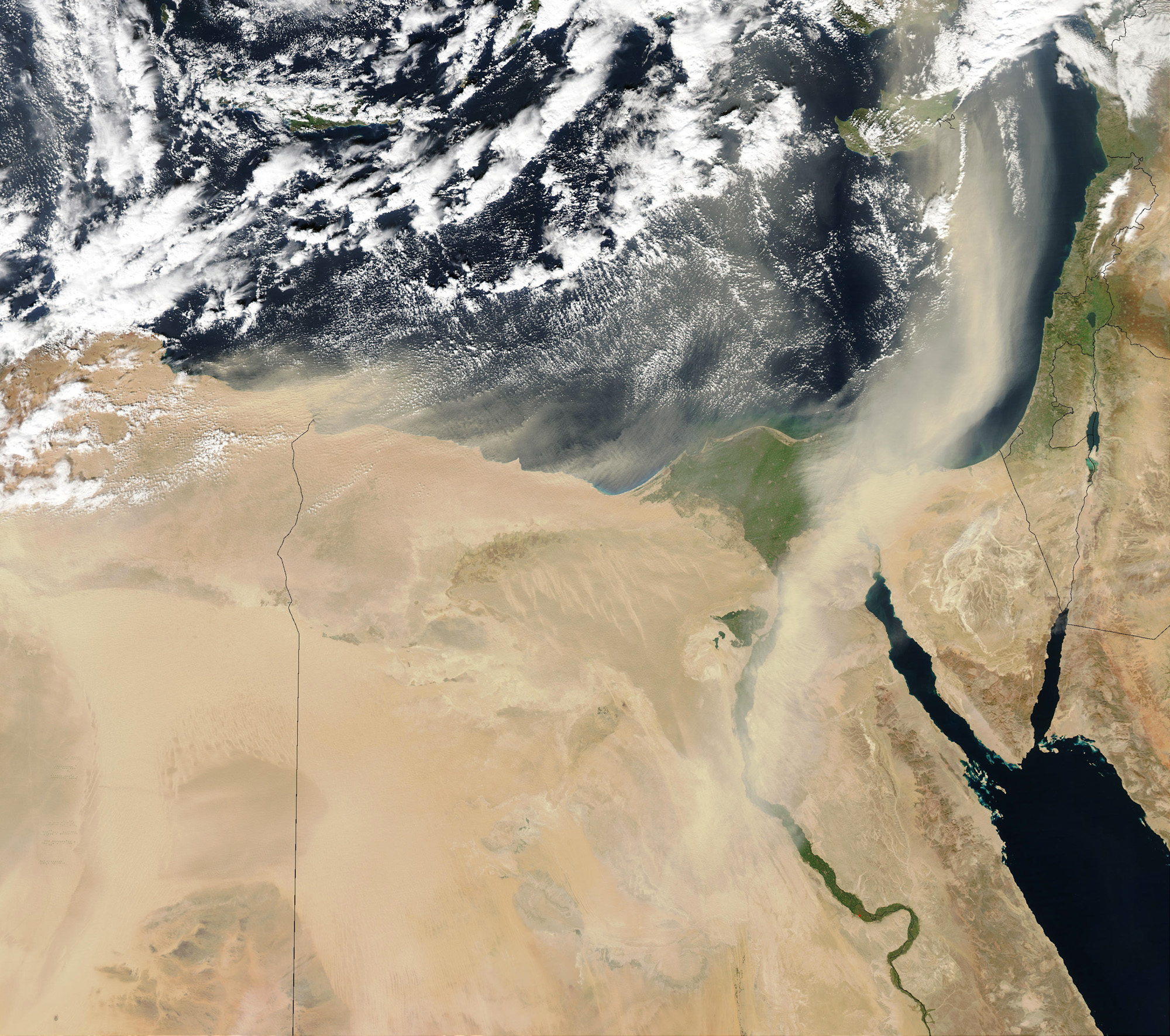
Sandsturm über Ägypten (2. Februar 2003).
Eine große Wolke mit Saharasand (weißes Band) zieht über die nördliche Hälfte der Libyschen Wüste in Richtung östliches Mittelmeer. In der Bildmitte erkennt man westlich des Nils den weit ausschwingenden Bogen der großen Oasenkette zwischen Bahariya und Kharga. Unten links das Gebiet um das libysche Kufra (dunklere Flecken).

## Kultur- und Naturraum Libysche Wüste
Die Libysche Wüste ist der kulturhistorisch bedeutsamste Teil der Sahara, obwohl sie nur etwa 17 % ihrer Fläche umfasst (1,5 zu 9 Millionen km²). Während andere Regionen der Sahara allenfalls aufgrund ihrer Karawanenwege zwischen den Hochländern und ihrer Wasserstellen Bedeutung besaßen, entwickelte sich in der Libyschen Wüste zwischen 3500 und 3000 v. Chr. die erste Hochkultur der menschlichen Geschichte, das alte Ägypten. Auch das spätere Reich von Kusch, auf das das Reich von Meroe folgte und die bislang kaum erforschte Kultur der Garamanten in Libyen, mit der dort unter anderem die berberische Tuaregkultur in Verbindung gebracht wird, sind Zeichen einer kulturell bevorzugten Entwicklung, die im Bereich der Libyschen Wüste stattfand. Die Libysche Wüste gehört damit zusammen mit dem Fruchtbaren Halbmond und Kleinasien, dem Zweistromland, dem Industal und dem Tal des Jangtsekiangs sowie der Halbinsel Yucatán mit dem zentralmexikanischen Hochland zu den wichtigsten frühgeschichtlichen Kulturentstehungszonen weltweit.
Bereits die zahlreichen, bis in vorneolithische Zeiten der Jäger und Sammler reichenden Felsgravuren und Felszeichnungen der Libyschen Wüste zeigen, dass dort, wo sich heute eine menschenfeindliche Einöde erstreckt, lange und immer wieder Menschen gelebt und sich kulturell geäußert haben. Sie zeigen zudem eine Entwicklung, die Voraussetzung für die Entstehung der späteren nordostafrikanischen Hochkulturen gewesen ist. Denn im südöstlichen Teil der Libyschen Wüste war, neben der etwa gleichzeitigen unterägyptischen Hochkultur im Fayyum und bei Merimde, die wohl älteste und neben der ägyptischen einzige neolithische Kultur Afrikas entstanden, das Sahara-Sudan-Neolithikum. Dieses unternubische Neolithikum des Sudan mit dem östlichen Zentrum um Khartum reichte im 5. und 6. vorchristlichen Jahrtausend bis weit in die Südsahara, wo es in der Zentralsahara auch als Ténérén bezeichnet wird und wahrscheinlich in den Hochländern der Sahara bzw. an deren Rändern seinen Ursprung hat. Bestimmte Keramikformen und Werkzeugtypen sind seine Hauptmerkmale. Seine Träger waren möglicherweise, wie die Felsbildperiode der sogenannten „Rundköpfe“ vermuten lässt, vom eher schwarzafrikanischem Typus, allerdings waren im Epipaläolithikum auch die eher europäisch aussehenden Proto-Berber über die afroasiatische Landbrücke eingewandert und gelten als Träger der letzten altsteinzeitlichen Kulturen Nordafrikas, des Capsien und Ibéromaurusien, doch ist diese Frage bis heute nicht eindeutig geklärt. Während sich indes in der westlichen und zentralen Sahara dieses Neolithikum nicht weiter entwickelte und fünf- bis sechstausend Jahre relativ unverändert bestand, kam es in den neolithischen Zentren der Ostsahara im Verlaufe von massiven Umweltveränderungen, welche die Wüste einerseits immer unbewohnbarer machten, das bisher eher unwirtlich sumpfige Niltal hingegen zu einem privilegierten Zufluchtsort, zu einer ganz anderen Entwicklung, an deren Ende die alten Kulturen Ägyptens und Nubiens standen.
Die Entstehung und Entwicklung der ägyptischen Niltalkultur ist ohne die aus der Libyschen Wüste kommenden Einflüsse, aber auch Zwänge denn auch kaum verständlich. Ägypten sei ein Geschenk des Nil, fand schon Herodot (Bücher der Geschichte, 2. Buch, V. 1), obwohl er damit eigentlich nur das Nildelta meinte – aber Ägypten ist eben auch ein Geschenk der Libyschen Wüste, die das Niltal wie ein tödlicher Wall von Westen her abschirmt und wie bereits James H. Breasted in seiner großen Geschichte Ägyptens einleitend feststellte, die Bewohner seines fruchtbaren Tales so stark geistig prägte, vor allem aber absicherte, dass sie unter dem klimatischen Druck der immer trockener werdenden Libyschen Wüste im späten Neolithikum in Ruhe ihren Staat aufbauen konnten. Dieser war dann später abgesehen von einzelnen räuberischen Einfällen libyscher Nomaden, die allerdings in der 22. Dynastie mit den Bubastiden von 945 bis 712 v. Chr. auch Ägypten beherrschten, nur noch von Süden, also Nubien und von Norden, also von See her bedroht, später auch von Osten durch andere antike Großreiche dort (Perser, Hethiter, Mesopotamien, Hellenen); vor allem aber aus seinem Inneren.
Die Sahara und insbesondere die Libysche Wüste ist mit den Werkzeugfunden an ihrer Oberfläche und den Bildern an ihren Felswänden also ein Beleg der menschlichen Früh- und Vorgeschichte bis zurück in die Zeit des altpaläolithischen Homo erectus vor zwei Millionen Jahren, ja sogar, noch sehr viel weiter zurück bis in die Zeit der Vorfahren der Menschenaffen, deren Fossilien man besonders im Fayyum findet. Sie zeigt uns überdies auch durch viele Phänomene die geologische, klimatologische wie biologische Vergangenheit der Erde selbst an, weit zurück noch hinter das Tethys-Meer vor über zweihundert Millionen Jahren, denn Paläontologen fanden in der Libyschen Wüste bei Bohrungen (nach Erdöl und Wasser) durchaus die sonst sehr seltenen marinen Fossilien aus der Zeit des Kambriums (570–505 Mio. B. P.). Auch die darauffolgenden Erdzeitalter bieten hier einen teils reichen Befund.

## Geographie und Topographie

### Benennung, Kartierung und Erforschung
Abseits der historisch bedingten ägyptisch-libyschen Kontroversen und der sie begleitenden antiken Aspekte wurde die Libysche Wüste besonders von konservativen britischen Geographen lange als von der Sahara getrennt zu betrachtende Einheit angesehen, und zwar obwohl sie so extrem unterschiedliche Landschaftsformen wie die Weiße und Schwarze Wüste, die wie blaue Juwelen in der Rebiana-Sandsee liegenden Mandara-Seen oder den gigantischen Wau-El-Namus-Krater am äußersten westlichen Rand umfasst, ganz zu schweigen von den menschenfeindlichen, von verwinkelten Wadis – eines im Gilf el-Kebir-Plateau heißt sogar Winkelwadi – durchfurchten Hochplateaus mit ihren fratzenhaft erodierten Steilabstürzen.
Diese „separatistische“ Auffassung hatte vermutlich ihre Ursache darin, dass früher in der Kolonialzeit Frankreich den größten Anteil an Kolonien im Westen Nordafrikas und in der zentralen Sahara besaß (nur Ägypten und der Sudan waren britisch, Libyen war italienisch, einige Teile wie die marokkanische Nordküste und die Westsahara waren spanisch). Es existierte also eine politische Vorgabe, dieser Tatsache auch durch separate geographische Benennungen entsprechend Rechnung zu tragen und so den britischen Anspruch zumindest auf diesen östlichen Teil Nordafrikas zu unterstreichen. Was die Libysche Wüste allerdings vor allem als gesonderte Einheit kennzeichnet, ist ihre extreme, weltweit einzigartige Trockenheit.
Die Sahara wurde früher meistens von Karawanenhändlern, Einheimischen und Pilgern durchquert; der bekannteste unter ihnen war der bedeutendste arabische Reisende des Mittelalters Ibn Battūta (Ende 11. Jahrhundert – 1138). Der erste Europäer, der die Sahara erforschte, ist 1865 der Deutsche Gerhard Rohlfs gewesen. Erst 1924 gelang es dann Ahmed Mohamed Hassanein mit einer Kamelkarawane, auf einer Expedition über 3500 km die ersten genauen Karten zu zeichnen, wobei er nebenbei das Bergland von Uwainat und die Quellen an seinem Fuß entdeckte.
Ende der 1920er bis Beginn der 1940er Jahre war Patrik A. Clayton Chef des britischen Desert Survey in Kairo; er war es aber vor allem, der nun die Libysche Wüste vermessen ließ und die präzisen, bis heute zum Beispiel auch von der ägyptischen Armee immer noch benutzten Karten erstellte. Zahlreiche der jetzigen geographischen Namen wie Peter and Paul für zwei markante Gipfel, Clayton Cairn, Clayton Craters usw. stammen von ihm. An einer dieser Expeditionen nahm auch der ungarische Graf Ladislaus Almásy teil, der dabei die Felsbilder des Wadi Sora entdeckte, das eigentlich ein Wadi Sura (arab. Nabel-Wadi) gewesen ist, weil es wegen der zahlreichen Abris diese Form hatte und das man deswegen flugs in Wadi Sora (Tal der Bilder) umtaufte.
Als die Deutschen von Tunesien her allerdings in die Libysche Wüste einrückten, waren diese zivilen Expeditionen vorbei, und die Zeit der militärischen Long Range Desert Group begann, von der Erwin Rommel einmal bewundernd sagte, sie habe mehr Schaden angerichtet als jede andere Gruppe ihrer Größe. Ralph Alger Bagnold hatte bereits auf privaten Expeditionen die Libysche Wüste bereist; später im Zweiten Weltkrieg als Gründer und erster Kommandeur jener hinter den Linien operierenden, aus Briten, Australiern und Neuseeländern bestehenden Long Range Desert Group erweiterte er das Wissen über das Gebiet außerordentlich. Er hatte zudem bereits auf zahlreichen Fahrten in den 1920ern und 1930ern die heute noch gebräuchlichen und später von Samir Lama vervollkommneten Techniken entwickelt, die benötigt werden, um mit Autos offroad Wüstengebiete zu durchqueren, ein Wissen, ohne das nicht nur moderne Expeditionen und geologische Exkursionen etwa zur Ölprospektion, sondern auch der Wüstentourismus oder die heute gängigen Rallyes wie die Pharaoh-Rallye oder die Rallye Dakar unmöglich wären, von den militärischen Aspekten schon einmal ganz zu schweigen.

### Das Land

#### Geographische Position und Ausdehnung

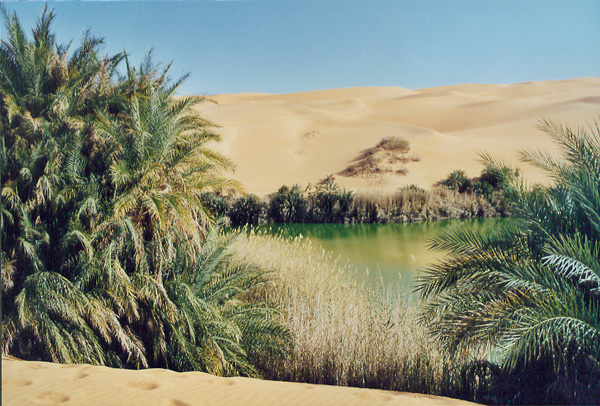
Oase in der Libyschen Wüste, hier einer der noch nicht ausgetrockneten Mandara-Seen im libyschen Erg Ubari

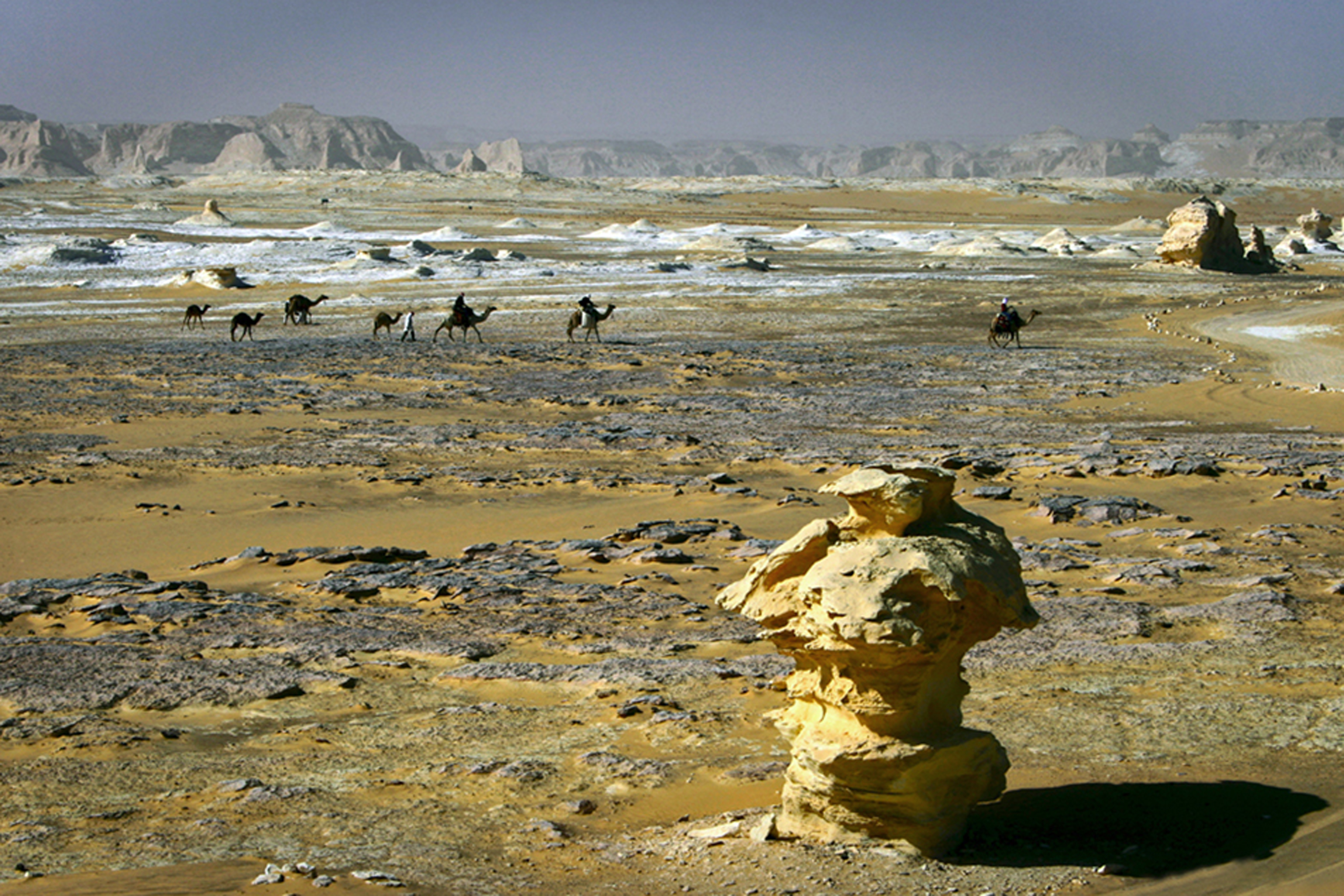
Weiße Wüste nördlich der Oase Farafra (Südwestägypten)

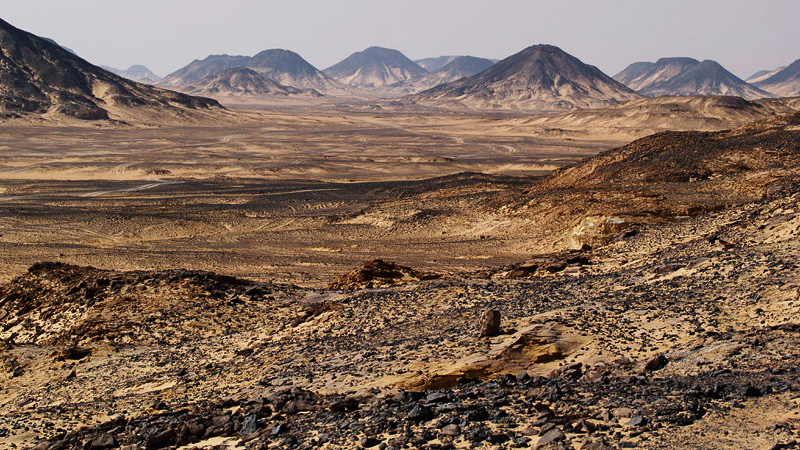
Schwarze Wüste, westliches Mittelägypten

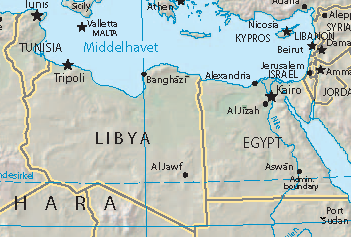
Geographischer Bereich der Libyschen Wüste. Zu sehen sind der 20. Längengrad und unten der 20. Breitengrad sowie gestrichelt der Wendekreis des Krebses. Unterer Bildrand ist etwa der 18. Breitengrad.

Die Libysche Wüste markiert in Nordafrika auf einem Quadrat von etwa 1000 mal 1000 km den östlichen Rand der Sahara, der größten Wüste Afrikas. Sie umfasst große Bereiche der Ostsahara und erstreckt sich vom Norden südlich des Vegetationsgürtels der Mittelmeerküste vom 30. Breitengrad bis in den nördlichen Sudan. Die dortige Grenze bildet in Höhe des 18. Breitengrades ungefähr der Unterlauf des südwest-nordöstlich verlaufenden, etwa 400 km langen Wadi Howar, ein inzwischen ausgetrockneter, einst sehr langer linker Nebenfluss des Nil und heutiger Lebensraum der Kababish-Nomaden. Im Osten wird die Libysche Wüste durch das Niltal begrenzt, obwohl geologisch gesehen die Ostgrenze der Libyschen Wüste eher mit dem Oasenbogen der Bahariya-Farafra-Dakhla-Kharga-Depressionen zusammenfällt, so dass man den 30. Längengrad als ungefähre Ostgrenze ansehen kann. Die östlich davon, vor allem aber östlich des Nils liegenden Höhenzüge und Wüstenteile bis zum Roten Meer, die plattentektonisch schon zur Faltungszone gehören, die sich im Randbereich von afrikanischer Platte und arabischer Platte bei deren Abbruch gebildet hat, die nun als Rift Valley bzw. Gregory-Spalte fast das gesamte östliche Afrika, das Rote Meer und Teile Palästinas durchzieht, heißen hingegen Eastern Desert (Östliche Wüste), im Sudan Nubische Wüste und gehören schon geologisch nicht mehr zu den Senken und Plateaus der Libyschen Wüste.
Im Westen wird die Grenze von verschiedenen Autoren recht unterschiedlich und oft auch sehr willkürlich gezogen. Grund ist die Tatsache, dass ein ursprünglich historisch ethnischer Begriff, der den Lebensraum der alten Libyer umschrieb, nach modernen geographischen wie anderen naturwissenschaftlichen Kriterien definiert werden muss, was naturgemäß nur begrenzt gelingen kann, wobei auch noch die oben beschriebenen kolonialpolitischen Gründe eine nicht unbedeutende Rolle gespielt
haben. Einige Autoren orientieren sich daher an der ägyptisch-libyschen Staatsgrenze, und in manchen Karten heißt das Gebiet denn auch auf ägyptischem Boden Western Desert und erst auf libyschem Libysche Wüste. Die britische Long Range Desert Group (LRDG), die in den Vierzigern, vor allem im Zweiten Weltkrieg, in dem Gebiet operierte, nannte den westlichen, libyschen Teil sogar Kalansho Desert bzw. Calancio Sand (verballhornt aus arab.: Sarīr Kalanshiyū ar Ramlī al Kabīr), also den nördlich der Rebiana-Wüste gelegenen sehr flachen, hier als Geröllwüste imponierenden Teil, der bis in die Cyrenaika hinein reicht.
Andere versuchen eine eher an naturräumlichen Gegebenheiten orientierte, weiter im Westen verlaufende Grenzziehung zu finden, die sich meist an den alten britischen Vermessungskarten orientiert und zum Beispiel auch noch die libysche Rebiana-Wüste in etwa bis hin zum riesigen Wau-El-Namus-Krater und weiter südlich die östliche Hälfte des Hochlandes von Tibesti bis hin zur Grenze des Tschad mit umfasst, also in etwa entlang des 20. Längengrades mit einer südwestlichen Ausbuchtung bis zum 18. Längengrad ins Tibesti hinein.
Dabei kommen sich immer wieder politische, ethnische und geographische Anforderungen ins Gehege. Am sinnvollsten ist jedoch die sich an geomorphologischen Kriterien orientierende Einteilung, zumal die geologische Stratigraphie völlig uneinheitlich und teils wie vor allem in den Hochländern aufgrund alter tektonischer und jüngerer vulkanischer Prozesse sowie unterschiedlicher Sedimentationen vor allem im Bereich der Plateaus mitunter sehr kleinräumig wechselnd ist und an der Oberfläche von präkambrischen bis spätpleistozänen und holozänen Formationen reicht, daher als Kriterium wenig taugt.
Geographisch kann man die Libysche Wüste indes bei aller begrifflichen Unschärfe am ehesten als die in der östlichen Sahara befindlichen sandigen Wüstenbecken bezeichnen, die im Osten durch den Nil und eine große, durch tiefe Depressionen gekennzeichnete Oasenkette, südlich durch das Wadi Howar und das östliche Tibesti-Hochland, westlich durch das Rebiana-Sandmeer und die sich nördlich daran anschließende völlig flache Wüstenzone bis zur beginnenden Küstenzone der Cyreanika, in Ägypten durch die Kattara-Senke abgegrenzt wird. Allerdings ist bei weitem nicht alles quarziger und damit unfruchtbarer Sand, was diese Becken füllt, oft ist es an der Oberfläche auch nur staubtrockene Erde, die durchaus bei genügender Bewässerung einen fruchtbaren Boden ergibt, wie zahlreiche Bewässerungsprojekte vor allem in Ägypten und Libyen beweisen (s. u. Hydrogeologie).

#### Topographie
Die Bodengestalt ist leicht wellig. Die gliedernden Becken und Landstufen bestehen vor allem über dem kristallinen Grundschild der Sahara aus Sandstein- und Kalkschichten, Reste des alten Tethys-Meers, dem Vorläufer des Mittelmeeres, das früher vor 245 bis 66 Millionen Jahren Europa und Afrika voneinander trennte sowie quer durch Asien verlief und von dessen einstiger Existenz zahlreiche Fossilien von Nummuliten und Nummulitenkalk, Ammoniten (es gibt im nördlichen Teil des Sandmeeres sogar ein regelrechtes Tal der Ammoniten), Muscheln (oft dicke Muschelbänke), Schnecken, Seeigeln, Korallen und Haifischzähnen sowie große Mengen teils salzigen fossilen Tiefenwassers künden. Einige dieser Fossilien stammen allerdings auch aus Süßwasserfauna und -flora, die sich während der letzten Grünphase der Sahara (oder auch in denen davor, s. u. Klimageschichte) in den dortigen Seen und Flüssen etabliert hatte, deren Reste nun meist nur noch als häufig sandgefüllte flache Senken oder Wadis imponieren. Andere Fossilien wiederum stammen aus den späteren Vorstößen des Mittelmeeres tief hinein in das Gebiet der späteren Sahara; sogar die früheste Fossilienphase ist mit den urtümlichen, noch sehr viel ältere Überflutungen bezeugenden Stromatolithen vertreten. Es gibt sogar eine regelrechte Nummulithenebene nördlich des Großen Sandmeeres. Dazwischen finden sich aber vor allem in den Plateaus immer wieder auch Zonen mit Eruptivgestein und alten Vulkanschloten mit Basaltformationen und alten Laven. Bizarre Verwitterungsformen, Inselberge und geologische Extremzonen wie die weiße und die schwarze Wüste – die eine ist eine Kalkwüste, die andere hat ihren Namen von dem mineralisch schwarzen Geröll an der Oberfläche – sind neben Schotter- und Sandwüsten mit 30 bis 40 m hohen, manchmal wie im Sandmeer zu langen Dünentälern verfestigten Dünen charakteristisch.
Die durchschnittliche Höhe der Libyschen Wüste liegt bei etwa 260 m, nur im südwestlichen Teil steigt das Land bis auf 1000 m Höhe und darüber an, je weiter man nach Norden kommt, desto flacher wird das dann von Sand- immer mehr in Kieswüsten übergehende Gelände, auffallend besonders in Libyen, wo man bei der Fahrt nach Süden tagelang völlig ebene Gegenden durchquert, nur periodisch begleitet von den Einstiegrohren des großen Wasserprojekts und Hochspannungsleitungen. (Zu den geomorphologischen Aspekten s. u.) Zu den grundlegenden topographischen Begriffen siehe Artikel Wüste.

### Die Oasen

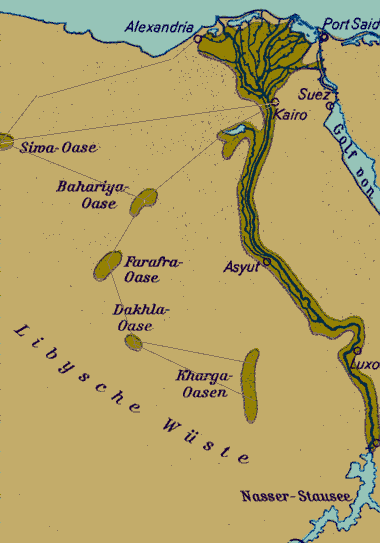
Karte der großen Oasen

Die großen ägyptischen Oasen der Libyschen Wüste haben sich von bäuerlichen Siedlungen und kleinen Karawanenzentren zu auch ökonomisch wichtigeren Orten entwickelt. Viele von ihnen weisen reiche Spuren der altägyptischen Kultur auf, ja sogar Spuren, die in die Altsteinzeit hinein reichen. Später dienten sie den Pharaonen als Verbannungsorte. Das Wort Oase kommt aus dem Altägyptischen und bedeutet so viel wie „Kessel, Fruchtbarer Platz“.
- Die nordwestlichen Oasen: Siwa (östlichste Niederlassung der Berber), Sitra (salzig, unbewohnt).
- Die vier großen Oasen der westnilotischen Depressionen: Bahariya, Farafra, Charga, Dachla.
- Dazu treten zahlreiche kleinere, meist unbewohnte Oasen, die häufig mit Bir (Quelle) beginnen (z. B. Bir Sahara, Bir Saf Saf, Bir Tarfawi) oder mit dem Vorwort Ain die Existenz eines Brunnens anzeigen (z. B. Ain Dalla), wobei die Oasen Bir Saf Saf, Bir El Sarb und Bir Tarfawi, das allerdings Salzwasser hat, eigentlich um sehr alte, heute ausgetrocknete Seen entstanden waren, die mehr oder weniger durch die Regenzeit gefüllt wurden und die die Steinzeitjäger als Aufenthaltsorte bevorzugten, wie reiche archäologische Funde zeigten. Andere Oasen sind erst durch erfolgreiche Bohrungen nach Wasser neu erschlossen worden, wie das neue Bir Sahara 60 km vor den Uwainat-Bergen, das mit der alten gleichnamigen Oase nichts mehr zu tun hat.
- Die große Oase Fayum westlich von Kairo ist, ähnlich den westnilotischen Depressionen und dem Wadi Natrun 80 km südlich von Alexandria, eine alte Senke, die zeitweise ins Delta des Nil mit einbezogen war, als dieser noch 18 m höher stand und gehört, als später nach Senkung des Wasserspiegels wieder abgespaltener Teil des Nildeltas, nicht mehr zu den Oasen der Libyschen Wüste. Sie wird aber heute noch vom Bahr Yusuf, einem von den Pharaonen zum Kanal ausgebauten Nil-Seitenarm, mit Wasser versorgt.
- Libyen und Sudan: In Libyen gibt es weitere große Oasen wie die Oasengruppe von Kufra, dazu die uralte Oasenstadt Garama südlich der Mandara-Seen, die mit den Garamanten in Verbindung gebracht wird und Tazerbo sowie die inzwischen unbewohnte Rebiana-Oase mit den Mandara-Seen selbst. Im Sudan gibt es im Bereich der Libyschen Wüste unter anderem die Oasen El Atrun sowie Selima und Merga (Nukkheila) (unbewohnt).

## Geomorphologie

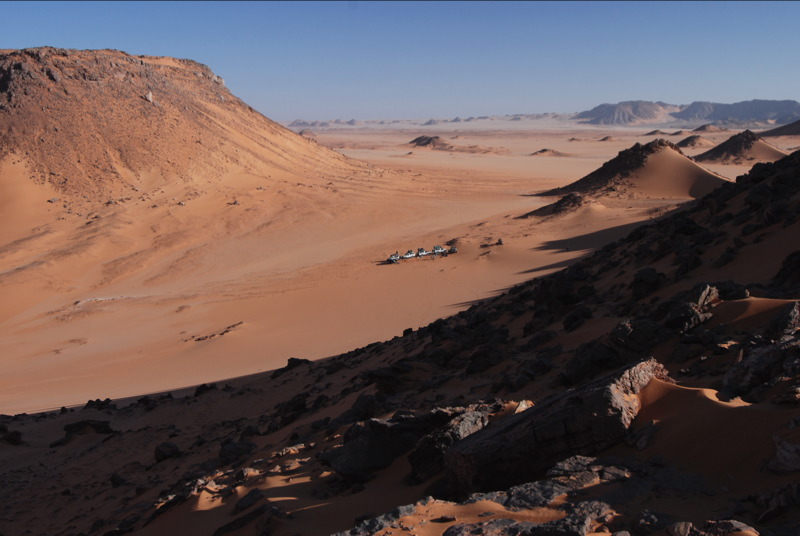
Die zerklüftete Oberfläche des Gilf-Kebir-Plateaus in Südägypten. Hier waren Vulkanismus, Tektonik und Erosion am Werk. Während der Feuchtphasen der Sahara wuchsen hier Wälder (heute bezeugt durch versteinerte Baumstämme). Es gab Wild und Viehnomaden, deren Steinwerkzeuge man heute noch findet. Mächtige Flüsse in langen Wadis entwässerten das Plateau in die Ebenen, es blieb noch längere Zeit von der Aridisierung ausgenommen. Das Felsbildwadi der Schwimmer liegt am Südrand.

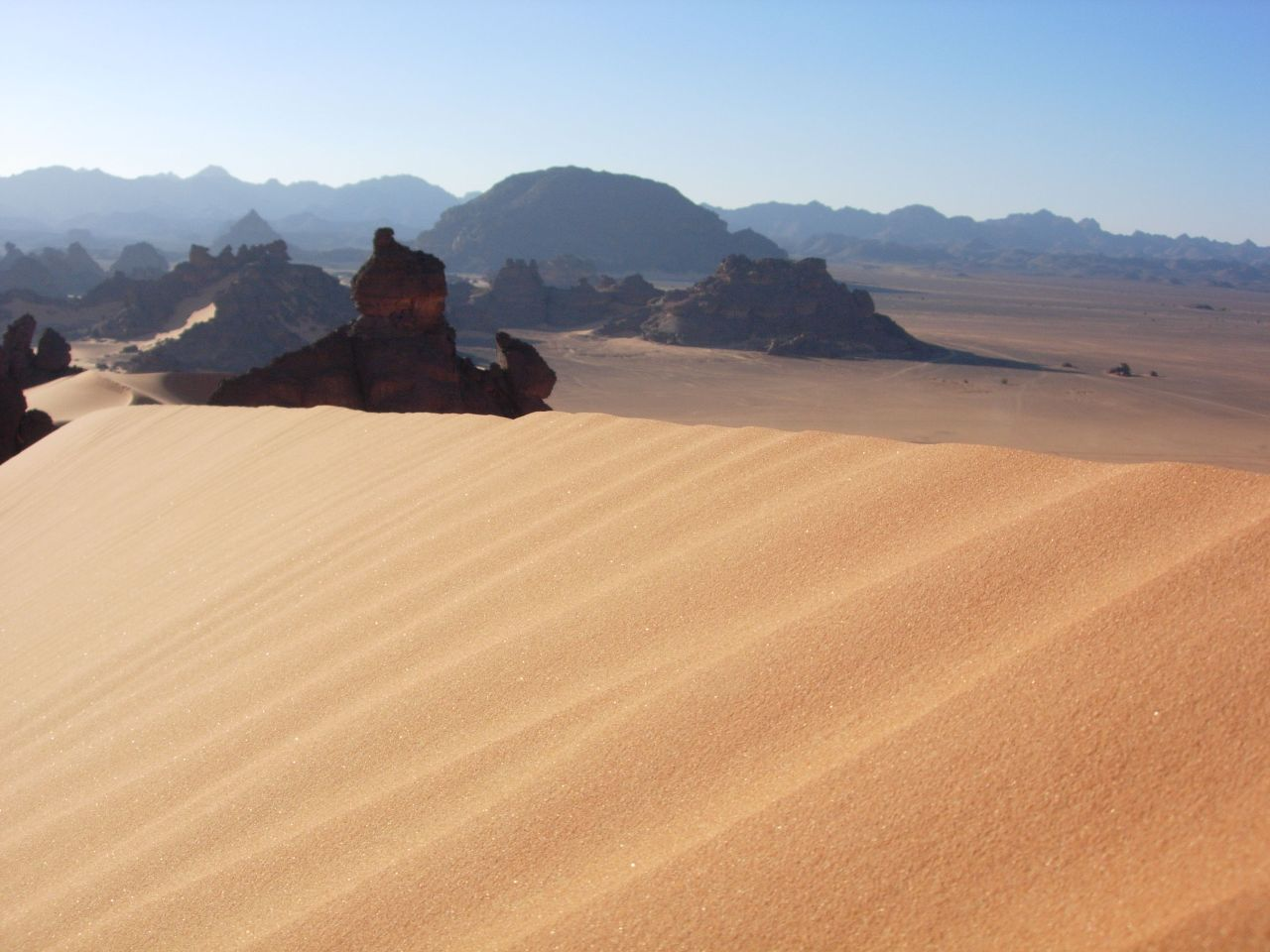
Wüste im südlichen Libyen. Der Sand verschlingt hier regelrecht die Berge, wie er das an anderen Stellen der Wüste schon getan hat, wo mitunter nur noch die obersten Felspartien aus dem Sand ragen.

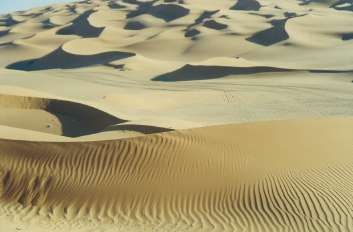
Libysche Wüste mit Wanderdünen

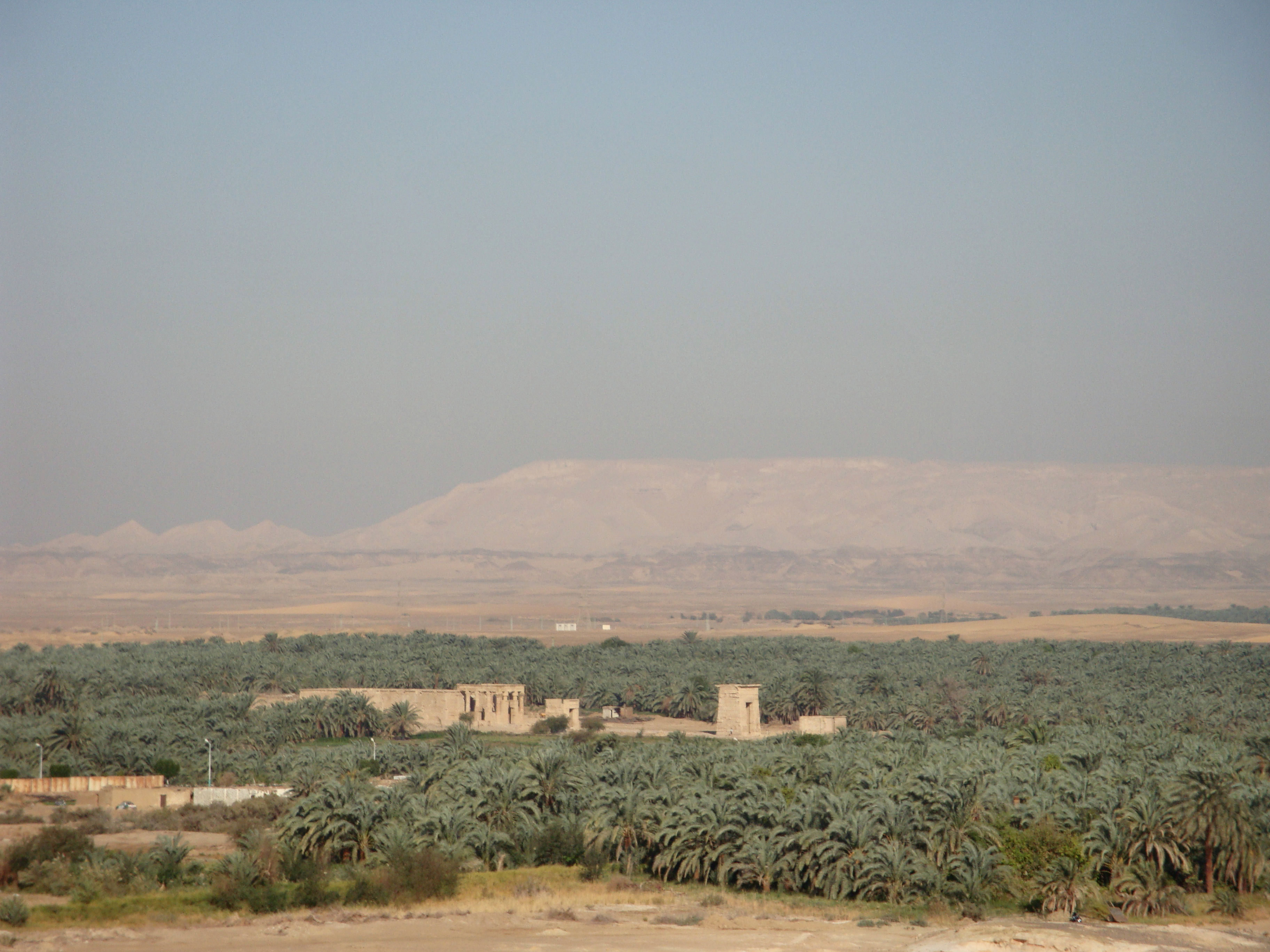
Die Kharga-Depression. Man erkennt im Hintergrund den Steilabfall des Plateaus in die Depression. Vordergrund: Hibis-Tempel, erbaut von Pharao Psammetich II. (26. Dynastie), später von Darius I. ausgeschmückt.

### Grundstruktur
In ihrer Struktur wird die Libysche Wüste durch große Schwellen und Plateaus bestimmt, so das ägyptische Kalksteinplateau, das Gilf-Kebir-, das Abu-Ras-, Abu-Tartur- und Abu-Said-Plateau. Ein weiteres Merkmal sind die großen Senken, die teils bis auf Meeresniveau oder darunter abfallen und durch komplexe Erosionsprozesse gebildet wurden. Dies geschah nicht durch Fließgewässer, die zwar während der Feuchtzeiten Vertiefungen gegraben haben, die man als steile Wadis in den Plateaus und Sedimentfärbungen bei ihrem Ausfluss in die Ebenen und dort als flache Wadis noch heute erkennen kann, doch relativ bald wieder durch Sedimente und später Sand aufgefüllt wurden. Das Gefälle im Falle des Nil beträgt heute zwischen Assuan und der Nilmündung nur 85 m, also wenige Zentimeter pro Kilometer Strom. Diese Situation ließ das Niltal-Schwemmland zudem bis zum Bau des Assuan-Dammes pro Jahrhundert um 10 cm anwachsen (und den Nasser-Stausee schon jetzt weit weniger Wasser fassen als ursprünglich geplant, da der Nilschlamm sich nun dort ablagert, so dass stromabwärts nun sogar künstlich gedüngt werden muss). Manche dieser Senken befinden sich so nahe am Grundwasserspiegel, dass sich Oasen bilden können wie die berühmte Oase Siwa mit ihrem alten Amun-Heiligtum und die Oasen der westnilotischen Depressionen  (s. u.). Nordöstlich von Siwa befindet sich sogar eine der tiefsten Niederungen Nordafrikas, die Qattara-Senke. Sie bedeckt eine Fläche, die etwas größer als das Bundesland Hessen ist, und hat eine maximale Tiefe von 133 m unter Meeresniveau. Dies ist der (nach dem Assalsee) zweitniedrigste Punkt Afrikas. Der Grund der Qattara-Senke ist überwiegend von Salzsümpfen, also Sebkhas bedeckt. Weitere geomorphologische Senken liegen weiter südlich, vor allem die Kharga-Dakhla-Depressionen (s. u.).

### Großformen
Die wohl eindrucksvollsten morphologischen Reliefeinheiten sind aber die großen Sandmeere, die vor allem in der mittleren und westlichen Sahara Erg genannt werden. Die Große Sandsee im Süden und Westen Ägyptens umfasst eine Fläche von 114.400 km², das nordsudanesische Selima-Sheet, also die bis fast zum Wadi Howar reichende Selima-Sandsee, die früher nur auf der von Assiut ausgehenden Todesroute (sie wurde vor allem auch für den Sklavenhandel benutzt) des Darb el-Arbain, der Straße der 40 Tage, in nordsüdlicher Richtung durchquert werden konnte, hat 63.200 km², die Süd-Qattara-Sandsee 10.400 km² und die Farafra-Sandsee 10.300 km². Der über 500 km lange Dünenzug des Abu Muharek (Ghard Abu Muharrik) bedeckt eine Fläche von 6000 km² (er ist damit die längste Düne der Welt). Die höchste Erhebung der Libyschen Wüste ist der Jebel Uwainat mit 1934 m. Allerdings bedecken wie in der übrigen Sahara Sandseen und Dünenzüge nur etwa ein Drittel bis Viertel der Fläche der Libyschen Wüste, der Rest sind Hochländer, Kies- und Geröllwüsten (sog. Regs bzw. Serir und Hammadas).
Als wichtigste morphologische Bildungen der Libyschen Wüste, und zwar nicht nur aus geologischen, sondern vor allem aus kulturgeschichtlichen Gründen, denn in ihnen gibt es zahlreiche Fundkomplexe aus ganz unterschiedlichen steinzeitlichen Perioden, gelten jedoch die westnilotischen Oasen-Depressionen. Dabei handelt es sich geologisch um teils bis zu hundert Meter tiefe Absenkungen, die durch die Verwitterung weicher Sandsteine entstanden, welche sich hier marin an den tiefsten Stellen durch Anschwemmung von Sedimenten wie auch durch Kalkablagerungen gebildet hatten und zwischen höheren und härteren Schichten lagen.
Sedimente waren überhaupt ein wesentliches geologisches Gestaltungselement dieser Wüste. Mächtige Muschelbänke und Lager mit Nummulitenkalk findet man in ihr fast überall, und die Weiße Wüste ist nichts anderes als eine riesige, teils über hundert Meter dicke, nach und nach zu teils fantastischen Formen erodierende Kalkablagerung aus der Kreidezeit.
Auch bei anderen Oasen, häufig ebenfalls in kleineren Senken liegenden Oasen wie Bir Tarfawi, Bir Sahara, bei Wadi Halfa und im Uwainat, gab es aber bereits altsteinzeitliche Fundkomplexe des Acheuléen mit zahlreichen Faustkeilen, die teils über eine Million Jahre alt sind. Auf dem Gilf-Kebir-Plateau sind sie auch noch weit älter und gehören noch nicht einmal dem Biface-Typ an. Aber auch spätere Werkzeugtypen des mittel- und jungpaläolithischen Levallois finden sich reichlich, ebenso wie solche der jungpaläolithischen Klingentechnologie, Nachweis einer langen, auf solchen Plateaus privilegierten klimatischen Situation, wie auch einschlägige Umweltbefunde zeigen.
In prähistorischer Zeit, als das eigentliche Niltal während der holozänen Warmphasen noch weitgehend sumpfig war und auch einige Kilometer weiter westlich verlief, siedelten hier frühe Bauern, Ursprung der sehr alten Kette von Oasensiedlungen, die dort heute liegt und die einst einen Pufferbereich zu den später immer wieder eindringenden libyschen Wüstennomaden bildete, wo aber auch schon in der Altsteinzeit neben den auf den Nilterrassen archäologisch lokalisierten Gruppen sehr alte Kulturkomplexe wie zum Beispiel die von Kharga und Dakhla entstanden.
In der Libyschen Wüste finden sich zudem Reste alter Vulkankrater wie etwa der Wau En Namus in Südlibyen sowie das Vulkankratergebiet südlich des Gilf-Kebir-Plateaus nahe beim Uwainat, dazu heute gut sichtbare alte Magmaschlote, die teils nicht bis ganz oben durchgebrochen sind (etwa im Wadi Abdel Malik). Auch Einschlagkrater von Meteoren wurden unter dem Sand entdeckt, von denen einer wohl für die Entstehung von Silica-Glas verantwortlich war. Zahlreiche Tektite findet man mit Hilfe von Magneten noch heute.
Man kann daher die Libysche Wüste geomorphologisch im Rahmen der Becken-Schwellen-Struktur der Sahara auch umschreiben als den westlich des Nil liegenden Komplex aus nordägyptischem und Nilbecken, sowie aus Kufra-, Dakhla- und Kharga-Becken, die noch weiter westlich von der Tibesti-Syrte-Schwelle abgegrenzt werden, südlich vom sudanesischen Selima-Becken und Abyad-Plateau bis zum Wadi Howar.

### Hydrogeologie

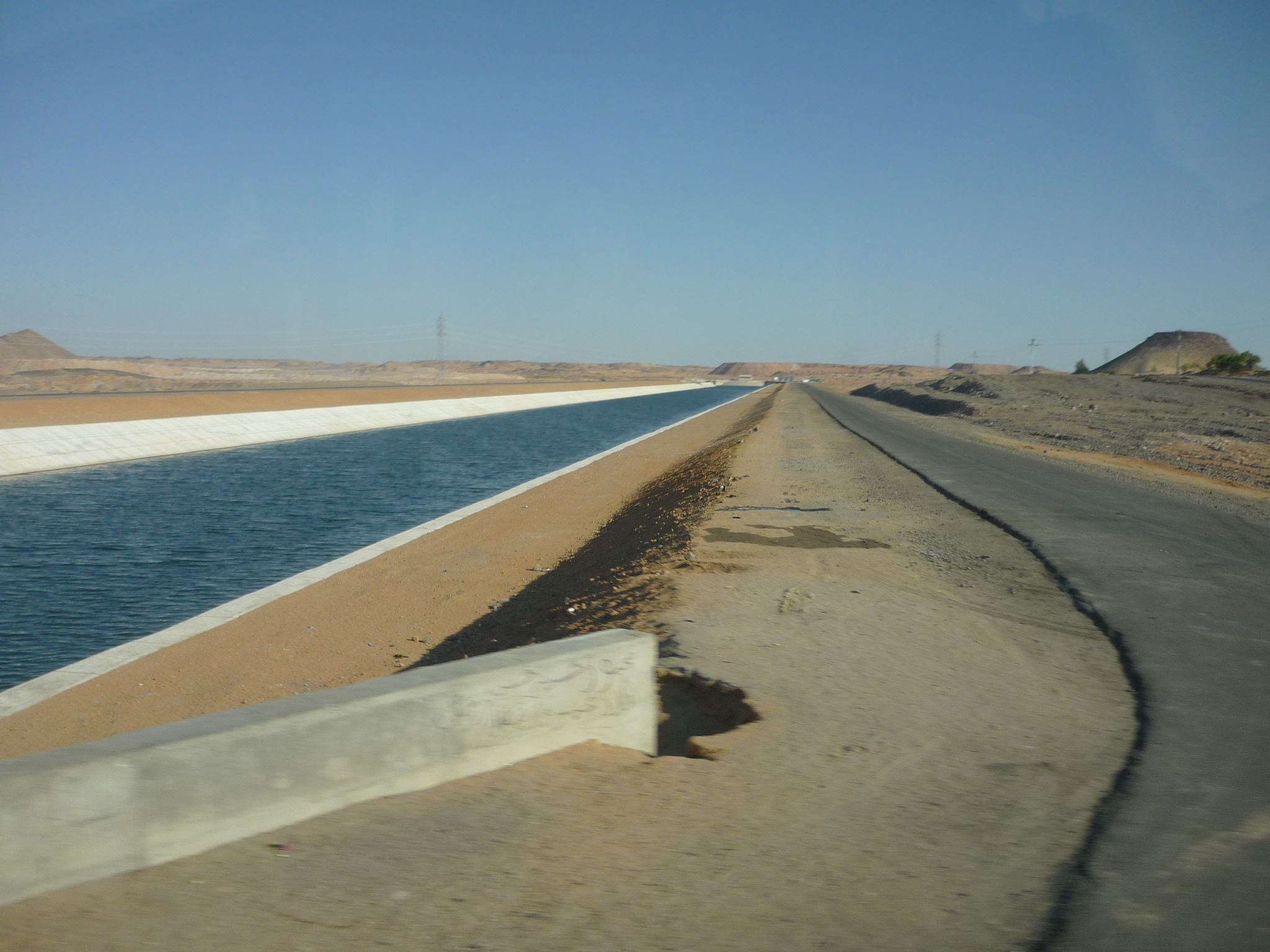
Der Sheikh-Zayed-Kanal des New Valley Project, mit Tiefenwasser gespeist (Libysche Wüste, Ägypten)

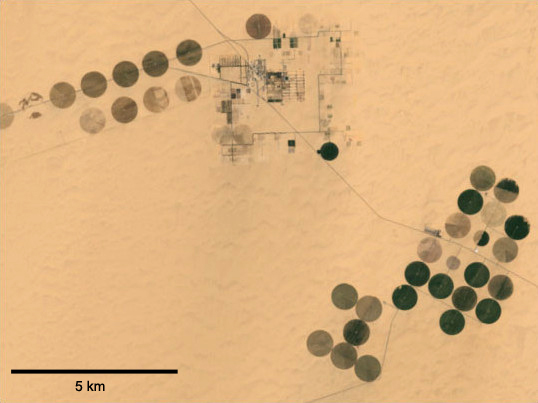
Bewässerungsprojekt im südlichen Ägypten an der Grenze zum Sudan. Jeder der dunklen grünen Kreise ist ein bewässerter Bereich mit einem Durchmesser von einem Kilometer. Das Wasser stammt aus einer Tiefenbohrung und wird über eine rotierende Sprinkleranlage („Pivot“) verteilt. Ähnliche Anlagen finden sich vor allem in Libyen, wo das Wasser oft über lange Leitungen bis tief in den Süden etwa nach Kufra herangeführt wird, aber auch im Tschad, in Tunesien, Marokko und Algerien. (Aufnahme 2001 von Landsat 7)

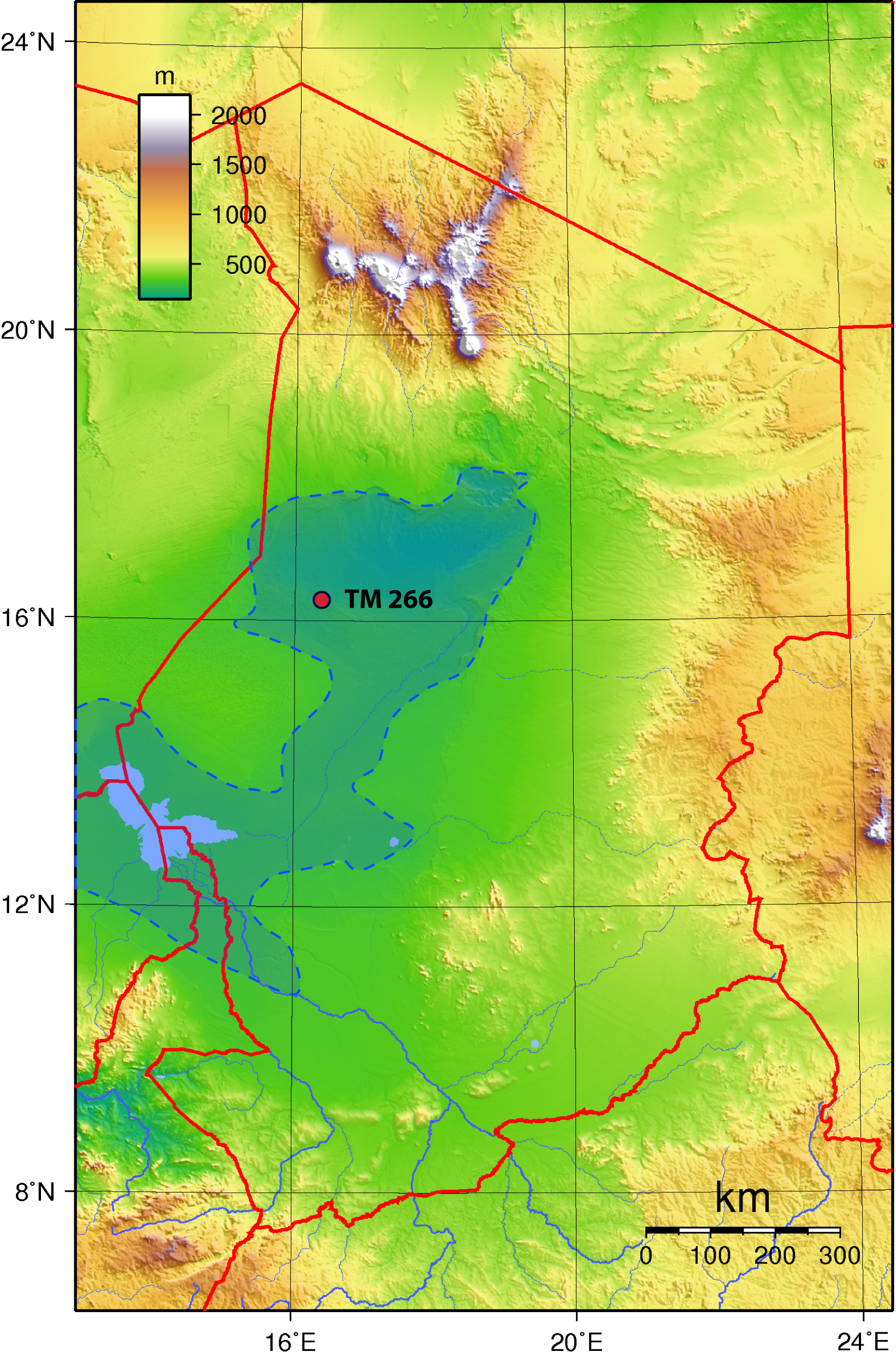
Der Tschad-See. Er liegt in der Senke von Bodélé. Das von einer gestrichelten Linie umgebene Gebiet zeigt seine maximale Ausdehnung während des Holozäns an, als der See bis an den Südrand des Tibesti reichte. Hellblau: der heutige See. Der rote Punkt (TM 266) ist die Fundstelle von Sahelanthropus tchadensis.

Ein weiterer wichtiger, nämlich hydrogeologischer Aspekt in der Geologie der Libyschen Wüste (und auch der Sahara insgesamt) sind die fossilen Grundwasserbecken, von denen es in der Sahara insgesamt etwa ein Dutzend gibt und deren oberster und damit jüngster Horizont Savornins Meer genannt wird. Das älteste bisher geologisch erbohrte Wasser ist bis zu 400 Millionen Jahre alt, also noch älter als das Tethys-Meer. Wird ein solches Vorkommen angebohrt, wie man es in Siwa vor allem aber in Libyen praktiziert, wo es inzwischen – eine Initiative des Revolutionsführers Muammar al-Gaddafi – ein 1900 km langes Netz von vier Meter dicken Rohren (Great-Man-Made-River-Projekt) gibt, drängt das Wasser unter artesischem Druck nach oben und kann für landwirtschaftliche Zwecke in Röhrensystemen (so in Libyen) und Kanälen (meist trotz Verdunstungsverlusten in Ägypten) über Land geleitet und genutzt werden oder es wird wie das Wasser aus Siwa in Flaschen abgefüllt und im ganzen Land verkauft. Mitunter drängt es an tiefliegenden Stellen, etwa Depressionen, auch von alleine nach oben. Oasen sind so entstanden, wo wie in Dakhla und Farafra das mineralisch oft stark angereicherte Wasser sogar warm (in Dakhla 40 °C) an die Oberfläche sprudelt.
Entstanden ist Savornins Meer nach gängigen Theorien in der letzten, der Würm-Eiszeit. Die heute über Mitteleuropa ziehenden regenbringenden Tiefdruckgebiete verschoben sich während der hier als Pluviale auswirkenden Interstadiale etwa zwischen 28.000 und 23.000 BP nach Süden und versorgten Nordafrika mit Feuchtigkeit. In der Folge entwickelte sich dort zeitweise (wie zuvor schon mehrmals) eine grüne Savannenlandschaft mit Seen und Flüssen, die allerdings nicht ins Meer entwässerten, sondern jahrtausendelang unterwegs in den dicken Sedimentschichten der alten Senken versickerten, wo diese das Wasser wie feinporige Schwämme aufsogen. Das Wasser selbst liegt also nicht in großen unterirdischen Höhlen vor, sondern befindet sich in den Poren der sandigen, mehrere tausend Meter mächtigen Tiefengesteine. Deren Gewicht hat einst die Erdkruste an mehreren Stellen eingedellt und so die Becken geschaffen, die bis zu 6000 m tief liegen und bis zu 1000 km breit sind. Wie das nicht mehr zur Libyschen Wüste gehörende Syrtebecken in Nordlibyen enthalten diese Becken auch Erdöl- und Erdgaslagerstätten, da dicht vor der Halbinsel Cyrenaika und am Rand der arabischen Platte im Sinai der Mittelmeer-Schelfrand der afrikanischen Kontinentalplatte verläuft, was nach der gängigen Theorie die Bildung solcher Lagerstätten wegen des hier früher verstärkten Absinkens biologischen Materials in Tiefensedimente begünstigt hat (auch die ägyptischen Fundstätten liegen in diesem küstennahen Bereich).
Als die Lagerstätten gefüllt waren, bildeten sie an der Oberfläche abflusslose, auch durch Regenwasser gespeiste Seen. Nach und nach wanderte vermutlich aus dem Tschad-See, vielleicht auch aus dem Nil (das ist ungeklärt, aber Wasserverbindungen müssen bestanden haben) Fauna ein (Krokodile, Flusspferde usw., aber auch mindestens 17 Fischarten, Mollusken, Amphibien und Reptilien). Dies ist anhand von Felsbildern, aber auch aufgrund archäologischer Grabungen nachweisbar. Der letzte Rest dieser alten Seenlandschaft ist heute der immer stärker verlandende Tschad-See, der vor ca. 30.000 Jahren bis vor etwa 8000 bis 6000 Jahren noch ein riesiges Süßwasser-Binnenmeer war, das ein großes Gebiet der zentralen Südsahara bedeckte und entsprechend klimatisch beeinflusste.
Aufgrund des hohen Verbrauchs werden die Lagerstätten nach Schätzungen von Hydrogeologen in etwa 20 bis 40 Jahren aufgebraucht sein. Insgesamt gibt es vor allem in Ägypten, das einem starken Bevölkerungsdruck ausgesetzt ist, massive Bestrebungen, diese Ressourcen immer extensiver zu nutzen. Dies geschieht häufig sehr ineffektiv durch den Anbau etwa von Reis, der in Ägypten ein Grundnahrungsmittel ist, mitten in der Wüste oder durch die Anpflanzung von besonders wasserbedürftigen Pflanzen wie Foul-Bohnen, Baumwolle (für den Export, dessen größten Teil sie ausmacht), Hirse, Gemüse oder Eukalyptusbäumen. Hierbei wird das Tiefenwasser teilweise offen über lange Kanäle antransportiert, so dass ein großer Teil unterwegs verdunstet (s. Abbildung) oder wie etwa im Rahmen des Toshka-Projekts aus dem Nasser-See abgepumpt und auf die oft weit entfernt liegenden Felder geleitet wird. Im Wadi Rajan gibt es sogar einen großen, weiter wachsenden See, der aus einer besonders mächtigen Bohrung gespeist wird und auch einen kleinen Wasserfall mitten in der Wüste bildet. Wird dieses Wasser nun immer stärker und immer tiefer abgepumpt, stößt man irgendwann auf salzigeres Tiefenwasser, das als Rest der alten Tethys dort ebenfalls in größeren Tiefen lagert, da sich Festland- und Meersedimente wiederholt und fast tortenartig überlagern und jeweils Wasser mit unterschiedlichem Salzgehalt führen (Süßwasser ist nicht völlig salzfrei wie etwa destilliertes Wasser, sondern ist durch einen Salzgehalt < 0,05 % definiert, während Meerwasser durchschnittlich 3,5 % hat). Daher ist der Verbrauch an fossilem Tiefenwasser bei der Bewässerung besonders hoch, da der Boden ständig durchgespült werden muss, um das Salz zu entfernen, das von dem wegen der hohen Verdunstung rasch aufsteigenden Tiefenstrom an die Oberfläche gebracht wird, wo es sich sonst als weiße Salzkruste ablagern würde (und überdies sogar die Fundamente so manches altägyptischen Monuments zerfressen hat). Deshalb ist eine gute Entwässerung genauso wichtig wie eine gute Bewässerung. Dieses versalzene Brauchwasser fließt dann gewöhnlich in die Sabcha der Oase, eine abflusslose Senke, in der das Wasser verdunstet und das Salz zurücklässt. Andererseits kann dieses Salz aber auch wirtschaftlich nutzbar gemacht und mit Hilfe von Verdunstungsbecken gewonnen werden – eine sehr alte Tradition und Ursprung des wirtschaftlich früher bedeutenden Salzhandels quer durch die Sahara.

## Das Ökosystem der Libyschen Wüste
Es werden hier nur die Pflanzen und Tiere betrachtet, die innerhalb des Ökosystems Wüste oder zumindest an dessen Rand existieren, nicht hingegen solche, die an Flussläufen oder in Oasen leben oder die gar domestiziert sind (siehe hierzu Domestizierung in Nordafrika). Gelegentlich findet man mitten in der Wüste Vögel als Irrläufer, etwa wenn sie von Stürmen in die wasserlosen Tiefen der Wüste verweht wurden oder Zugvögel, die sich bei der 30 bis 50 Stunden dauernden Überquerung der Sahara verflogen haben. Die enorm lästigen Kamelfliegen gehören ebenfalls nicht hierher, auch wenn sie Herden und Karawanen, sogar Autotrecks, die für sie mobile Feuchtigkeitsquellen darstellen, durch die Wüste begleiten.
Das Ökosystem wird vor allem durch den Wassermangel bestimmt sowie durch die Extreme der Temperatur und bei Tieren durch die eingeschränkten Beutemöglichkeiten. Fast alle Tiere leben zudem in Deckungen, sei es unter Steinen oder in Höhlen und unterirdischen Bauten. Verteilung und Vorkommen von Tier und Pflanzen richten sich vor allem nach der Art des Habitats, also ob der Untergrund felsig, kiesig oder sandig oder ob der Lebensraum ein Wadi ist, bei dem der Grundwasserspiegel näher an der Oberfläche liegt, so dass Pflanzen, vor allem Büsche oder Bäume existieren können. Auch die Nähe von Wasserstellen oder die Tiefe des Grundwassers und potentieller Bewuchs, bei Pflanzen die Nachbarschaft zu ebenfalls Wasserspeicher anzapfenden Konkurrenten und der Schutz vor Tierfraß (durch harte Oberflächen, Stacheln, Bitterstoffe und Gifte) spielen eine wichtige Rolle.

### Flora

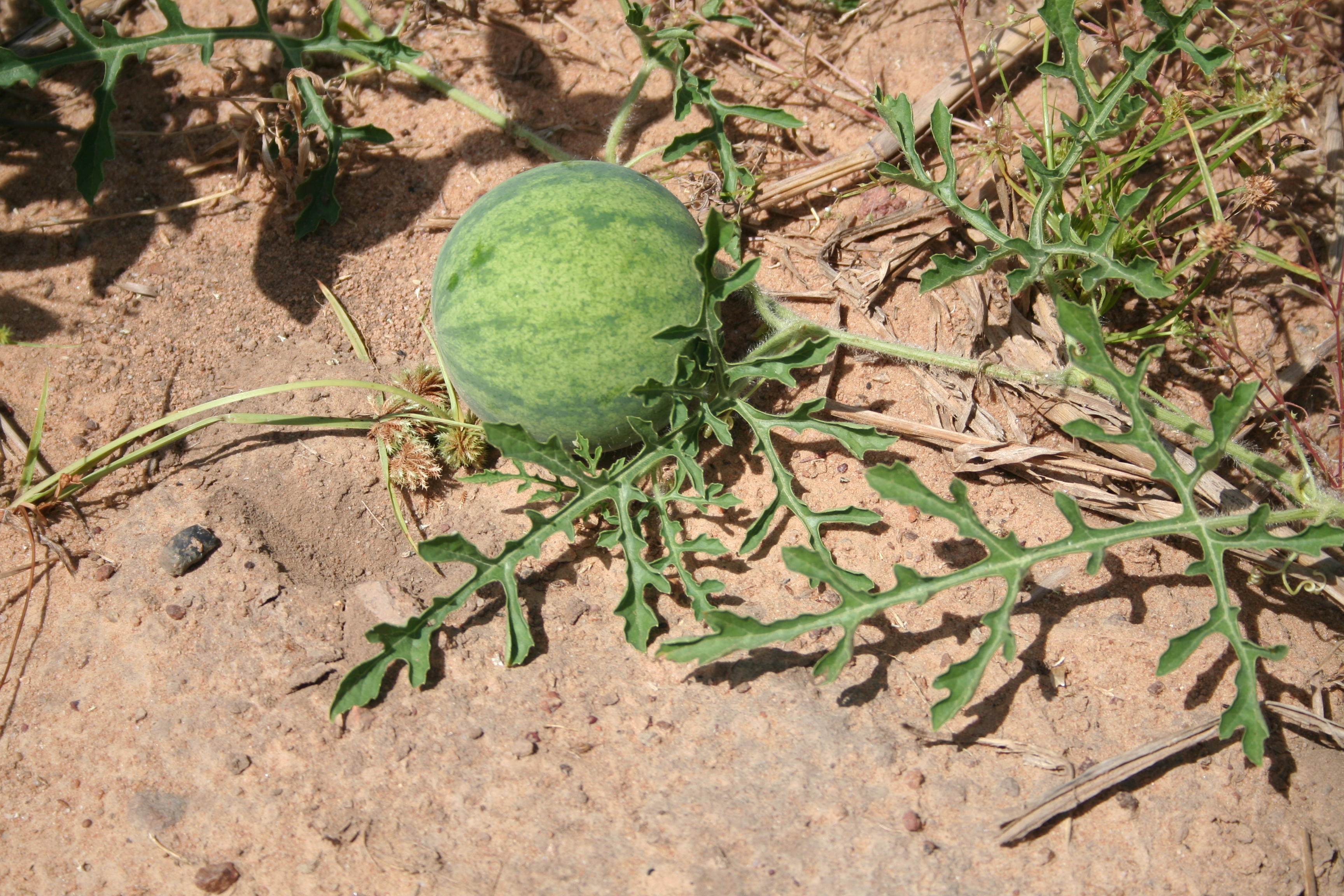
Citrullus colocynthis (Koloquinte)

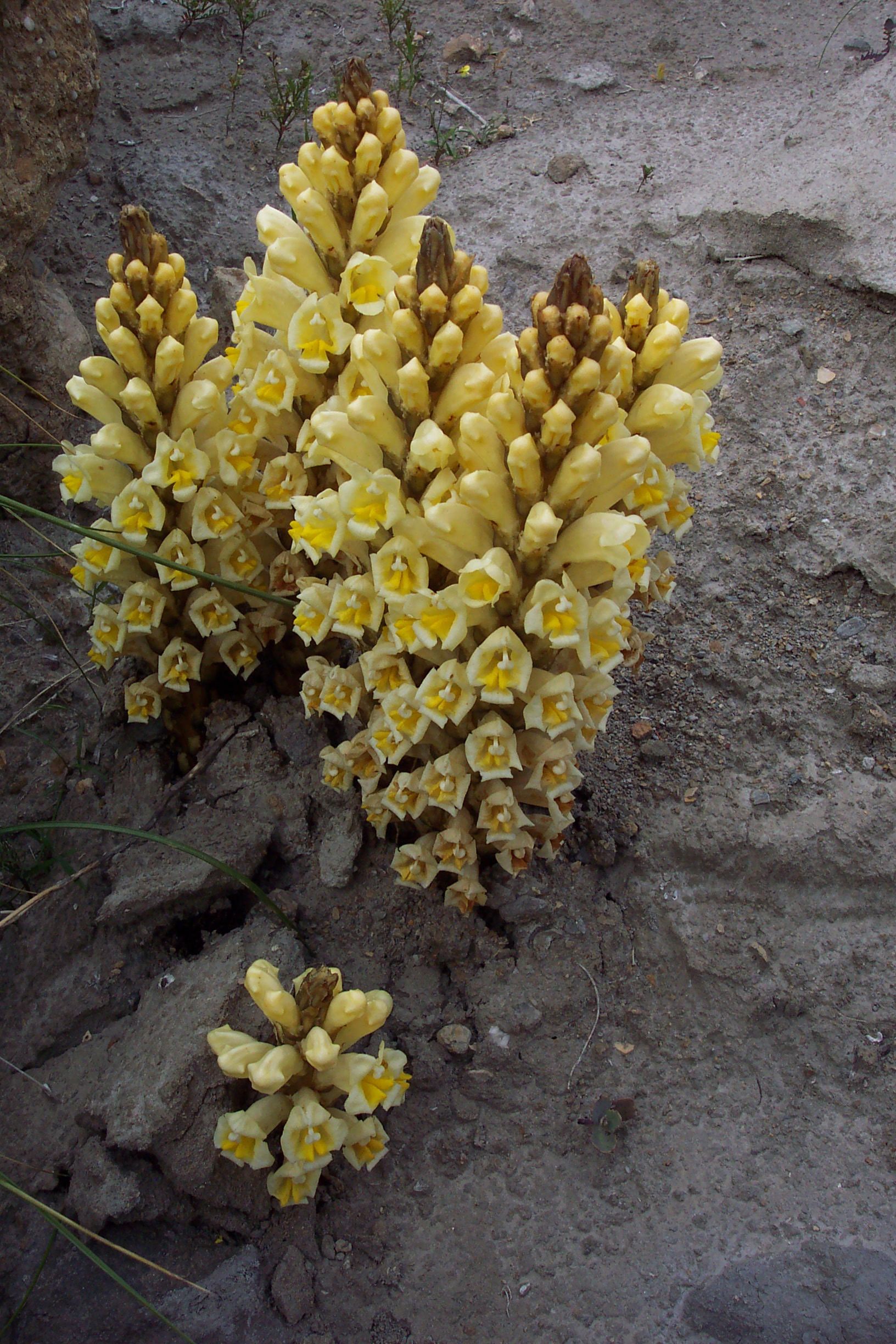
Cistanche phelypaea, eine der prächtigsten Pflanzen der Libyschen Wüste.

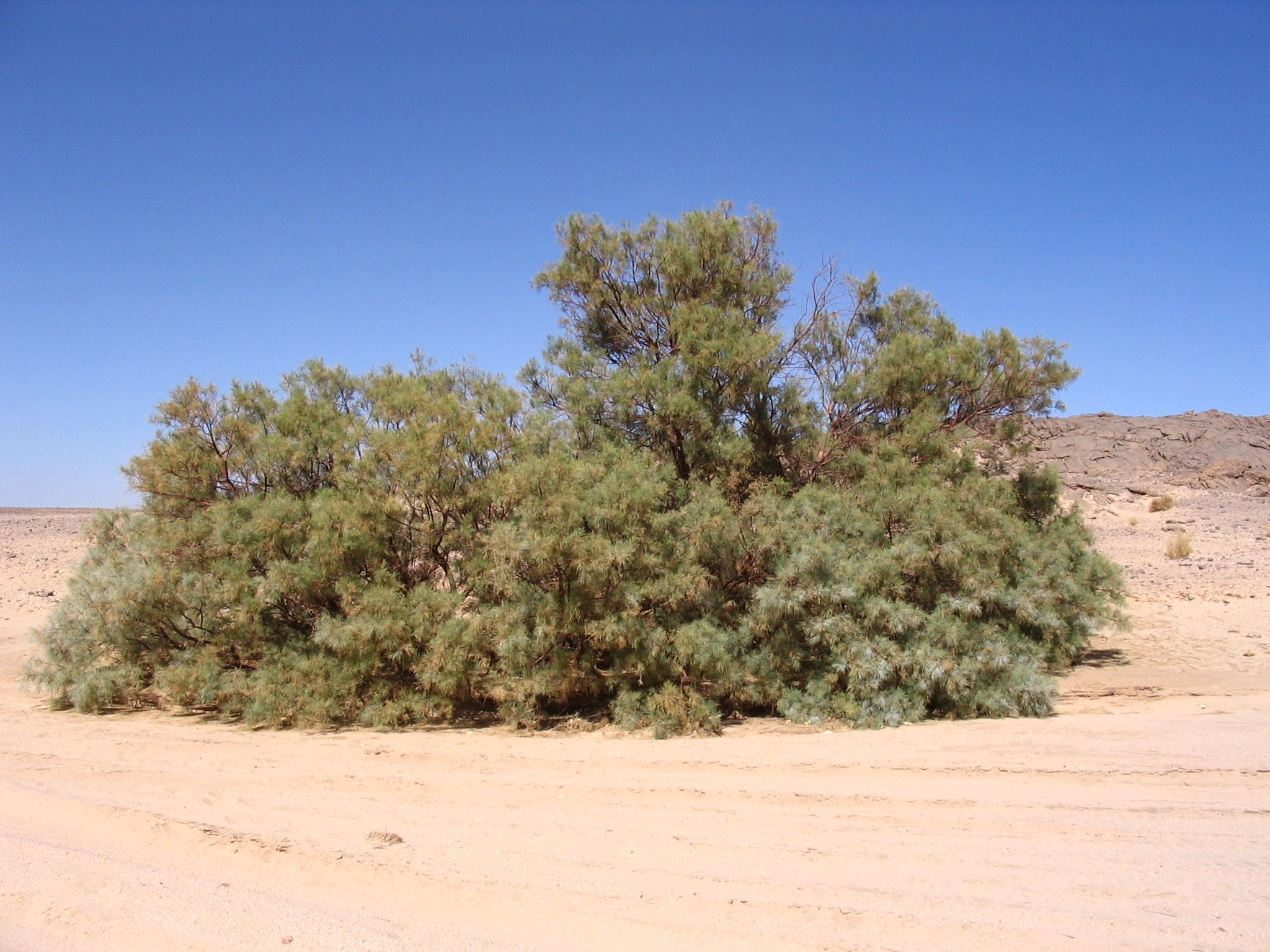
Der häufigste Baum der Sahara, die Tamariske (Tamarix spec.), hier in der algerischen Sahara

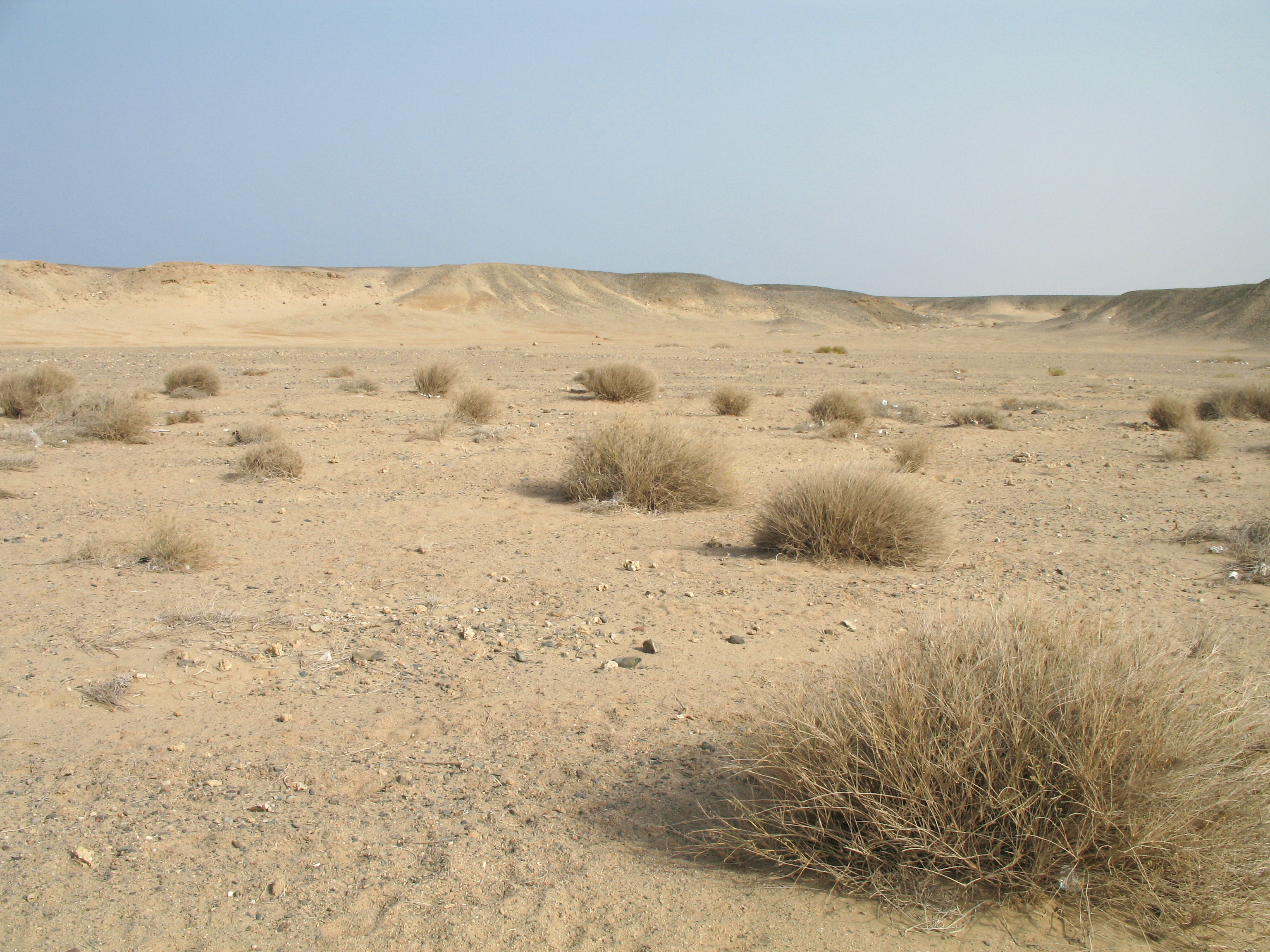
Kleine krautige Büsche, die im Trockenzustand aus der Ferne kaum bestimmbar sind, hier in einem flachen Wadi bei Marsa Mubarak (Marsa Alam, Ägypten)

#### Vorkommen
In der gesamten Sahara gibt es nur etwa 1400 verschiedene Pflanzenarten, die sich nach den oben angegebenen Grundsätzen verteilen. Da die Libysche Wüste jedoch alle Wüstenarten der Sahara bei etwa demselben, wenn auch noch trockeneren Klima enthält, ist mit einem Vorkommen all dieser Pflanzen mehr oder weniger zu rechnen. Dennoch kann man mehr als hundert Kilometer durch das Große Sandmeer fahren, ohne auch nur eine lebende Pflanze anzutreffen. Kakteengewächse kommen bemerkenswerterweise als ursprünglich amerikanischstämmige Familie und Importe in der Sahara außer Opuntien kaum vor, von den Sukkulenten am ehesten noch Zygophyllum fabago.

#### Überlebenstechniken
Die Wurzelsysteme der Pflanzen sind wegen der heiklen Wasserversorgung besonders ausgeprägt und reichen entweder bis in Tiefe von 35 m, oder aber sie bilden ein oberflächennahes Wurzelgeflecht aus, das etwa selbst bei kleinen und krautigen Pflanzen eine Fläche von bis zu 100 m² erreichen kann. Die Pflanzen verfügen überdies alle über äußere Schutzsysteme gegen die Verdunstung, wie zum Beispiel verdickte und von einer Wachsschicht überzogene, zudem kleine Oberflächen oder, wie bei Gräsern, die Fähigkeit, die Blätter einzurollen. Außerdem haben manche von ihnen chemische Abwehrsysteme gegen Wasserkonkurrenten. Die Samen können jeweils viele Jahre im trockenen Untergrund überleben, bis sie nach ausreichendem Regen plötzlich treiben, und das sehr schnell und innerhalb weniger Wochen bis zur Blüte und Samenreifung (sog. Ephemeren). Am schönsten kann man solche Mechanismen an der Rose von Jericho beobachten, die ihre Samen auch im trockenen Zustand schon bei geringer Feuchte regelrecht herausschleudert. Sie entfaltet sich nur, um so ihre Samen verstreuen zu können, die sie zuvor geschlossen vor Mäusen usw. geschützt hatte. Die Wüste kann sich denn auch nach solchen Regenfällen vorübergehend rapide in eine blühende Wiese verwandeln, sofern der Untergrund ausreichend fruchtbar und nicht nur felsig oder sandig ist, obwohl Sand einen vorzüglichen Wasserspeicher abgibt. Doch finden sich wegen seiner Instabilität auf Dünen kaum Pflanzen, allenfalls Gräser wie das überall vorkommende Stipagrostis pungens, das Dünen mitunter sogar nach einem Regen mit einem grünen Flaum bedecken kann. Die typischen Pflanzen der Wüste vor allem in den Wadis sind aber die Akazie (Vachellia tortilis subsp. raddiana), deren wüstentypische Spielart wegen ihrer langen Dornen auch Dornbaum heißt, und die Tamariske Tamarix aphylla, die sogar Salzwasser verwerten kann. Beide Baumarten bilden zudem in stark Sandanwehungen ausgesetzten Lagen Reduktionsformen aus. Ein typisches Bild am Rande der Wüste oder in Wadis sind daher Sandhügel, auf denen scheinbar große Büsche wachsen und sie bedecken. Tatsächlich handelt es sich dabei aber nicht um Büsche, sondern um die Kronen der Bäume. Der Rest der Pflanze einschließlich eines stark rückgebildeten Stammes, der fast unmittelbar von der Krone aus ins Wurzelgeflecht übergeht, steckt im Hügel und ist unsichtbar, während die Krone je nach dem Grad der Sand- oder Erdanwehung in einer Art Überlebenswettlauf ständig weiter nach oben wächst.
Eine weitere typische und aufgrund ihrer grünen bis gelben melonengroßen Früchte (sie gehört tatsächlich zu den Melonenarten) auffallende Pflanze der Wüste ist die Koloquinte. Selbst Esel verschmähen sie wegen ihres bitteren Geschmackes und fressen sie nur, wenn es sonst nichts gibt und sie großen Hunger haben. Die schönste Wüstenpflanze ist aber zweifellos die Cistanche phelypaea bzw. Cistanche violacea, die an Königskerzen erinnert, etwa einen halben Meter hoch wird und wunderbar gelb bzw. violett blüht. Sie kann sich das allerdings leisten, denn sie benutzt einen weiteren Überlebensmechanismus, hat kein Blattgrün und schmarotzt, indem sie die Wurzeln anderer Pflanzen anzapft, weshalb sie als Unkraut in Oasen etc. sehr gefürchtet ist.

### Fauna

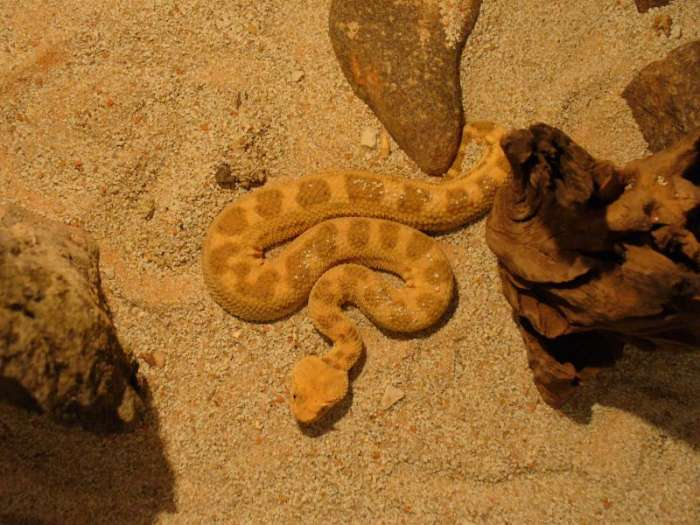
Die Hornviper Cerastes cerastes lebt bevorzugt in der Libyschen Wüste. Bei ihrer Fortbewegung durch Seitwärtswinden, das ihr auf glattem, haltlosem Sand schnelles Dahingleiten ermöglicht, hinterlässt sie die typischen Schlangenspuren.

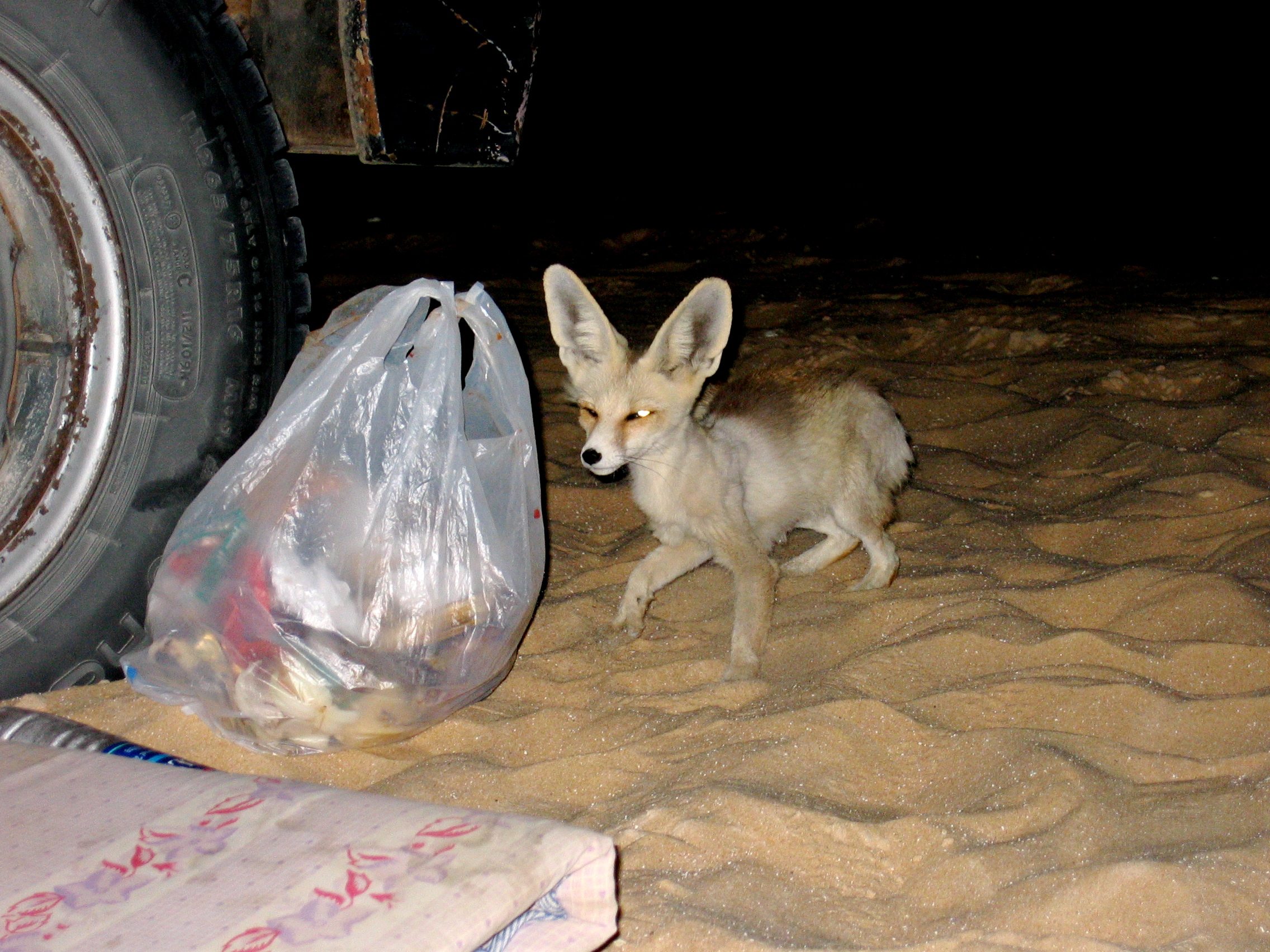
Der Fennek oder Wüstenfuchs auf nächtlicher Diebestour

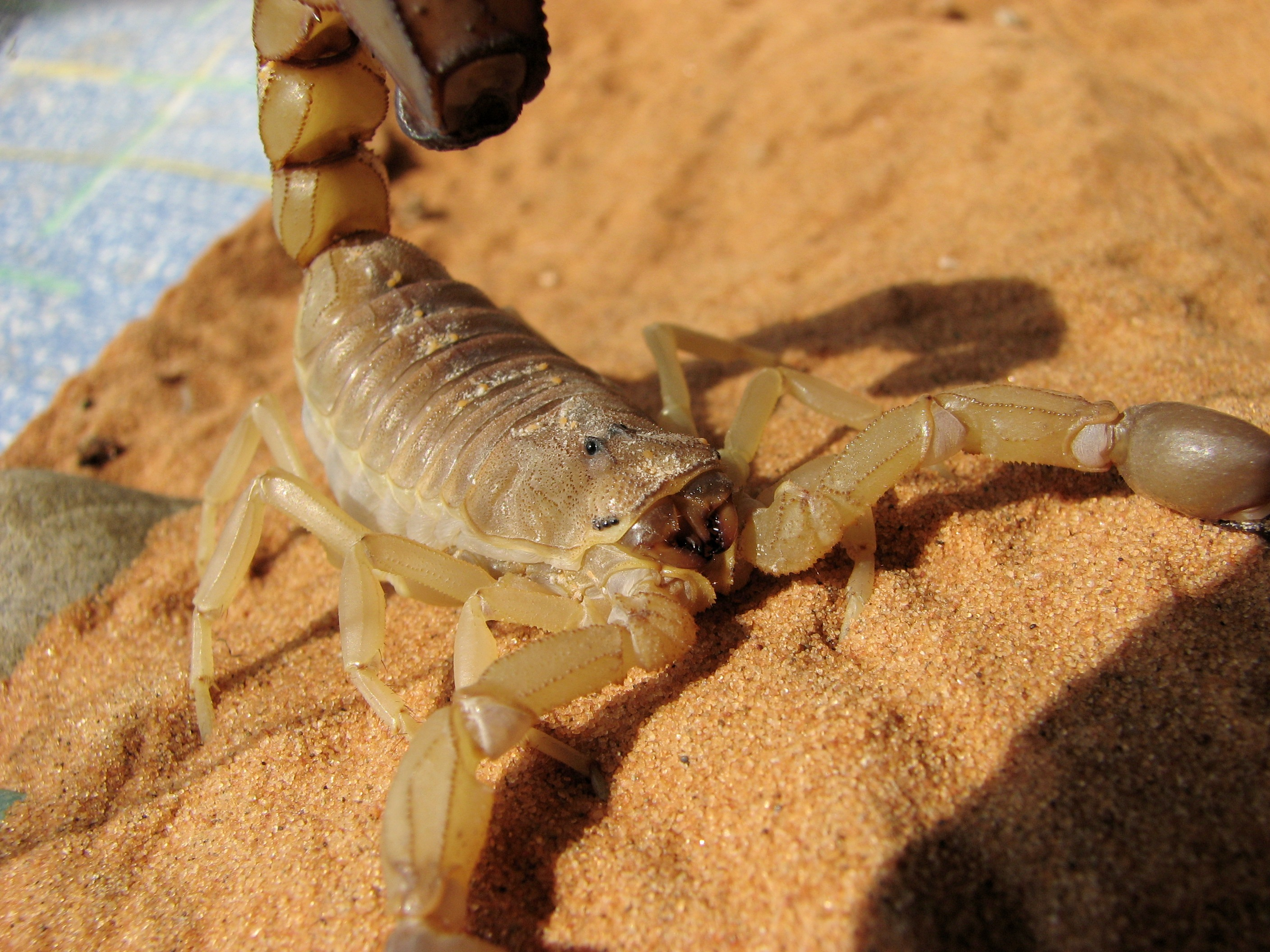
Der sehr giftige Sahara-Skorpion, weibliches Exemplar

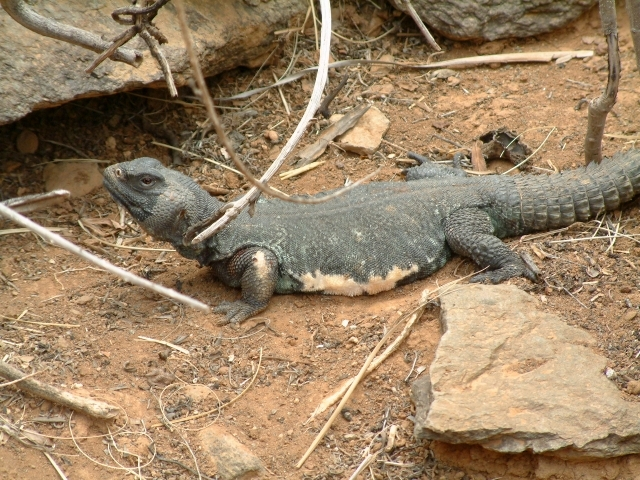
Dornschwanzagamen, hier Uromastyx aegyptia, können 75 cm lang werden und sind optimal an die Wüste angepasst

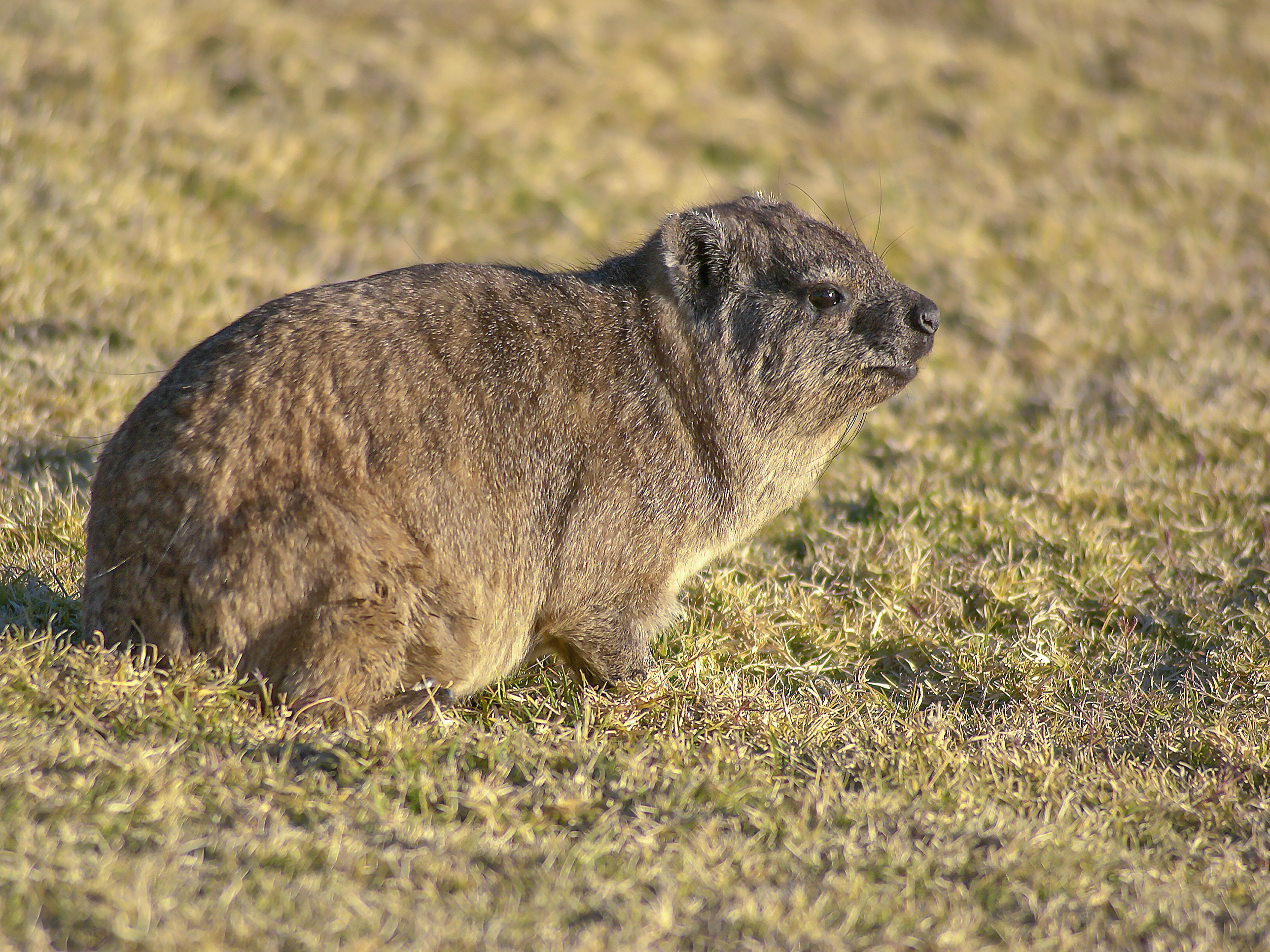
Der Klippschliefer Procavia capensis kommt in Nordafrika nur in der Libyschen Wüste vor.

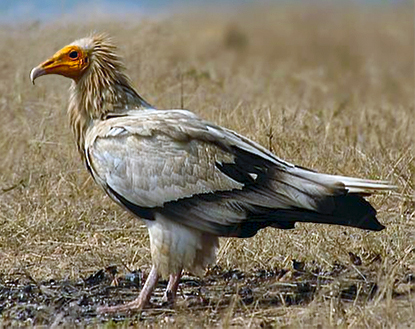
Ägyptischer Schmutzgeier. Er hält sich eher an den Wüstenrändern auf und ist ein reiner Aasfresser. Seinen göttlichen Mutter-Status hat er von der Legende, das Weibchen könne ohne vom Männchen befruchtet zu werden Junge erbrüten. Daher auch Sinnbild der unbefleckten Empfängnis einer ägyptischen Pharaonengattin und Marias.

#### Umweltbedingungen
Die durch Wassermangel, extreme Hitze bzw. durch die Trockenheit der Wüstenluft bedingten hohen zirkadianen Temperaturschwankungen sowie geringe Beutemöglichkeiten oder Mangel an pflanzlicher Nahrung bestimmte Extremwelt der Wüste schränkt die Lebensmöglichkeiten von Tieren noch weit mehr ein als dies bei Pflanzen der Fall ist und übt einen starken Selektionsdruck aus. Zudem sind die Möglichkeiten, sich zu verstecken und sich vor Fressfeinden zu schützen, durch den Pflanzenmangel ebenfalls stark eingeschränkt. Entsprechend kommen längst nicht alle Tiergruppen in der Wüste vor. Auch ist bei kleineren und spezialisierten oder Restpopulationen mit Rückzugsräumen zu rechnen. (Es gibt sogar noch ganz vereinzelt in isolierten, ständig ausreichend Wasser führenden Hochlandwadis etwa des Ennedi und Tibesti kleinere Krokodile.)
Der Selektionsdruck und die riesigen wasserlosen Gebiete, welche die Populationen trennen, könnten einerseits zwar zur Artenbildung beitragen, andererseits wirkt der Umweltdruck  auf die phänotypischen Formen der Tierarten auch wieder egalisierend, da sich viele Tierarten denselben Bedingungen anpassen müssen und daher recht ähnlich aussehen können, obwohl sie unterschiedlichen Gattungen, ja Familien angehören. Derartige konvergente Entwicklungslinien findet man sowohl bei Wirbeltieren wie bei Wirbellosen (Dittrich).

#### Vorkommen
Insgesamt gibt es hier nur 588 verschiedene Tierarten (Deutschland 48.000).
Insekten sind die bei weitem artenreichste Tiergruppe, vor allem die Schwarzkäfer, von denen es in diesem Ökosystem etwa 340 Arten gibt. Mit jeweils 60 Arten folgen Ameisen und Springschrecken; am berüchtigtsten ist die schon in der Bibel unter die zehn ägyptischen Plagen eingereihte Wanderheuschrecke, eigentlich im Gegensatz zu anderen Fangschrecken-Arten kein eigentliches Wüstentier, denn sie lebt vor allem in den Randgebieten von Wüsten. Skorpione mit 17 Arten vertreten, darunter der extrem gefährliche Sahara-Skorpion Androctonus australis.
Es gibt 50 Säugetierarten, von denen aber einige wie Antilope, Gazelle, vor allem die Dorkasgazelle, die nur noch in der Nähe von Siwa und Sitra vorkommt, und das Mähnenschaf (das Wadan), das nur noch vereinzelt beim Gilf Kebir und Uwainat zu finden ist, durch Überjagung am Rande des Aussterbens stehen. Andere wie Löwe oder Wildrind sind inzwischen längst ausgerottet oder wegen der zunehmenden Aridisierung im späten Holozän nach Süden in den Sahel ausgewichen. Am häufigsten sind dabei die Nagetiere, vor allem Mäuse wie die Sandrennmaus (Psammomys), die Wüstenspringmaus und die Stachelmaus. Der Klippschliefer kommt in felsigen Gegenden vereinzelt vor.
Einige wenige kleinere Wüstenraubtiere gibt es ebenfalls wie das überall vorkommende Streifenwiesel, desgleichen das bekannteste Wildtier der Libyschen Wüste, der Wüstenfuchs Fennek oder die Sandkatze. Sie sind ausschließlich nachtaktiv. Andere wie Schakal und Streifenhyäne leben vorwiegend als Kulturfolger in der Nähe von Siedlungen.
Vögel sind, da am wenigsten an die Wüste angepasst, mit lediglich 18 Arten präsent, darunter Greifvögel wie Falken, Adlerbussard und Schmutzgeier, Körnerfresser wie der Wüstensperling oder die Felsentaube und Insektenfresser wie die sehr häufigen Schmätzer. Erstere sind am seltensten, letztere am zahlreichsten. Am ehesten begünstigt sind Allesfresser wie der Wüstenrabe. Es gibt aber alleine 5 Lerchenarten in der Sahara. Gemeinsam ist ihnen aber, dass sich stets innerhalb ihrer Flugdistanz eine Wasserquelle befinden muss. Vor allem Körnerfresser sind daher wegen der vergleichsweise viel größeren Nahrungsmenge, die sie benötigen, stark eingeschränkt, auch wenn sie für eine gewisse Zeit ganz auf Wasseraufnahme verzichten können.
Echsen, also Eidechsen, Geckos, Warane, Agamen und Skinke gibt es 30 Arten, Schlangen sind mit 13. Die Uräusschlange, die einzige nordafrikanische Kobraart, zierte als Königszeichen die Stirn der Pharaonen, und zeigte so dessen Macht über Leben und Tod an, sie kommt allerdings nur im Niltal und den weniger ariden Küstenregionen vor. Typische Wüstenschlangen sind dagegen die Wüsten-Hornviper und die für den Menschen ungefährlichen, aber enorm schnelle Sandrennnattern Psammophis schokari und Psammophis aegyptius.

#### Überlebensmechanismen
Die Überlebensmechanismen orientieren sich an den Umweltbedingungen. Auch hier ist das Wassermanagement am wichtigsten. Dabei gibt es Methoden, das Wasser möglichst optimal zu nutzen, etwa durch Verminderung der Verdunstung, Konzentrierung der Ausscheidungen usw. oder aber die Wasseraufnahme zu optimieren und es zu speichern, etwa wie in den Blutzellen im Falle des Kamels, hier ja ein einhöckriges Dromedar, dessen Wildform längst ausgestorben ist (s. u.). Manche Tierarten kommen sogar ganz ohne Wasseraufnahme aus und entnehmen das benötigte Wasser ausschließlich ihrer Nahrung oder beziehen es metabolisch aus der Fettoxidation. Die jeweiligen Fähigkeiten bestimmen denn auch den Standort einer Tierart. Auch die Salzregulation etwa durch spezielle Drüsen ist dabei von Bedeutung.
Ein weiteres Problem ist die Anpassung an die klimatischen Gegebenheiten, vor allem die Temperaturregulation. Sie erfolgt entweder über die Lebensweise (nachtaktiv), durch spezielle Färbung, durch Eingraben in den Sand oder durch den Schatten etwa von Steinen (Skorpione, Schlangen). Auch die Wüstenspringmaus lebt so und natürlich der Skarabäus (Ateuchus sacer), der den Ägyptern, obwohl ohne Kult, früher als Lebenssymbol und Urgott Chepre (Der von selbst Entstehende) galt, möglicherweise weil aus den Dungkügelchen, die er drehte (bei uns heißt er daher „Pillendreher“) neue Skarabäen hervorkrochen, da er dort seine Eier hineingelegt hatte. Die Befreiung und schnelle Vermehrung dieses Käfers im Nilschlamm nach dem Rücktritt des Nils führte wohl zur Meinung, er entstehe ohne Fortpflanzung, weswegen er als Symbol der Schöpferkraft galt. Eine andere, moderne Theorie erklärt die Existenz eines „göttlichen Mistkäfers“ allerdings damit, dass Skarabäen das Nilhochwasser angeblich frühzeitig spüren. Die Tiere wanderten weg vom Wasser, tauchten in den Häusern auf und kündigten so den Ägyptern das ersehnte Nilhochwasser an.
Auch die Regelung der Transpiration stellt hier einen Mechanismus dar, ebenso Körperbau, etwa lange Beine und damit Abstand zum heißen Boden sowie eine möglichst große Körperoberfläche (Bergmannsche Regel). Wechselwarme Tiere wechseln je nach Temperatur die Umgebung, doch darf auch bei ihnen die Körpertemperatur 48 °C keinesfalls übersteigen (z. B. bei Eidechsen). Eine weitere Fähigkeit in der Wüste, die vor allem für kleine Tiere überlebenswichtig sein kann, ist es, sich vor dem Wind zu schützen und sich bei Bedarf, etwa bei einem Sandsturm, möglichst schnell eingraben zu können. Auch Brut und Aufzucht des Nachwuchses sind klimabedingt bei Wüstentieren entsprechend adaptiert.
Der dritte Faktor für das Überleben ist der Nahrungsmangel. Hier bieten Sommerschlaf, Wanderungen, Vorratswirtschaft und biologisch „eingeplante“ Hungerperioden Möglichkeiten. Auch Kannibalismus kommt vor.
Einige Wüstentiere sind in der ägyptischen Mythologie als „Göttersymbole“ präsent wie der heute nur noch um Assuan und südlich davon vereinzelt vorkommende Goldschakal (der Gott Anubis), der Schmutzgeier (die Geiergöttin Nechbet), der Skarabäus, der in der Libyschen Wüste längst ausgerottete Löwe (Sachmet), die Wildkatze oder auch die bereits domestizierte Form (Göttin Bastet), der nur noch sporadisch vorkommende Falke (Gott Horus und Month), Widder (Chnum) und die jedoch eher in feuchteren Gegenden heimische Kobra (Gottkönigssymbol).

## Klima und Besiedelungsgeschichte
Beide Faktoren hängen eng zusammen, da die Klimaschwankungen die Besiedelung der Sahara im Positiven wie im Negativen entscheidend beeinflusst haben. Das gilt zwar nicht nur, aber vor allem für die Libysche Wüste als dem trockensten Teil der Sahara, zugleich aber auch deren populations- und kulturgeschichtlich bei weitem wichtigsten, da es hier als einzigem Ort in Nordafrika mit dem langen Niltal und dem breiten Delta samt Fayum eine Rückzugszone gab, als das Klima in der Wüste das Überleben der dortigen Menschen mit ihren Herden und kleineren Anpflanzungen immer weniger gewährleistete, die Küsten aber zu weit entfernt und ohnehin längst besetzt (oder durch den steigenden Meeresspiegel überflutet) waren, was für das bisher eher sumpfig ungesunde, nur für die Jagd brauchbare Niltal so nicht gegolten hatte, das zudem durch die zunehmende Trockenheit im letzten Drittel des Holozäns eigentlich erst richtig besiedelbar wurde.

### Klima der Gegenwart
Klimageografisch gehört die Libysche Wüste zu den trockensten, also hyper-ariden Regionen der Erde und ist wie die Sahara insgesamt Teil des Gürtels der sog. Passat- oder Wendekreiswüsten, der sich in diesen Breiten rund um den Globus spannt. Die besondere Trockenheit der Sahara beruht neben einigen teilweise noch nicht völlig geklärten Zusatzfaktoren – vor allem die Größe des Nordafrikanischen Landblocks und Aerosole sind hier zu nennen – vor allem auf luftmassendynamischen Prozessen. Der ständig vor allem im Winter wehende kontinentale und damit sehr trockene Nordostpassat (Harmattan) transportiert nämlich die trockenwarme und über Nordafrika wieder absteigende Luft, die dabei die letzten Reste ihrer Feuchtigkeit verliert, in Bodennähe kontinuierlich in Richtung Äquator zurück, nachdem diese zuvor im ständigen äquatorialen Hochdruckgebiet aufgeheizt worden und nach oben gestiegen war. Dabei nimmt dieser Luftstrom zudem noch die restliche Feuchtigkeit aus dem Boden auf und wirkt so zusätzlich austrocknend. Die Ausrichtung der großen Dünenreihen etwa im Sandmeer orientiert sich im Übrigen an dieser nordöstlich-südwestlichen Luftströmung. Die ostsaharischen Binnenbecken um Kufra, Murzuk und Kharga erhalten mitunter rein statistisch 20–25 Jahre lang überhaupt keinen Niederschlag, im Mittel 0,3–1,9 mm pro Jahr. In der Kufra-Oase, dem trockensten bewohnten Ort Afrikas, fallen im Jahr nur 0,1 mm Niederschlag. Diese Regionen gehören damit neben der Atacama-Wüste zu den niederschlagsärmsten Regionen der Welt. Die Jahresmittel des Niederschlages in der Libyschen Wüste insgesamt liegen zwischen 0 und 5 mm (mit Spitzen von 100 mm bei den Hochländern). Zudem treten die Niederschläge sehr isoliert auf und dies oft nur in Form kurzer, heftiger Gewitter, die allerdings Wadis auch weit weg vom eigentlichen Niederschlagsgebiet binnen kurzem in reißende Flüsse verwandeln können, so dass die häufigste Todesart in der Libyschen Wüste gerüchteweise nicht etwa das Verdursten ist, sondern das Ertrinken (weshalb man in schmalen Wadis niemals am Grund campieren sollte, sondern etwa erhöht am Rande). Von den Gewittern, die während Sandstürmen auch trocken ablaufen können, zeugen zahlreiche oft meterlange und bis zu armdicke Fulgurite im Sand.

### Gegenwärtige Bevölkerung
Heute leben im extrem dünn besiedelten Bereich der Libyschen Wüste vor allem Araber-Beduinen, die in Ägypten nach Süden hin immer dunkelhäutiger und den Nubiern des Nordsudan immer ähnlicher werden, im Küstenbereich und Delta hingegen teilweise sogar einen levantinischen Charakter annehmen. Im Süden Libyens gibt es zahlreiche berberische Tuareg. Ihr alter libyscher Zentralort Ghat (gesprochen Rat) liegt am äußersten südwestlichen Rand der Libyschen Wüste, das noch wichtigere Ghadames weiter nördlich. Weiter südöstlich im Bereich der Oase Kufra finden sich Populationen der schwarzafrikanischen Tubu, die dort zusammen mit Berbern und Sudanesen im Winterhalbjahr mitunter florierende Schmuggelrouten betreiben (vor allem während des amerikanischen Handelsembargos gegen Libyen waren diese häufig) und deren turmhoch mit Material und Menschen beladenen Lastwagen man immer wieder begegnet.

### Neolithische Besiedelungsgeschichte und Klimaphasen

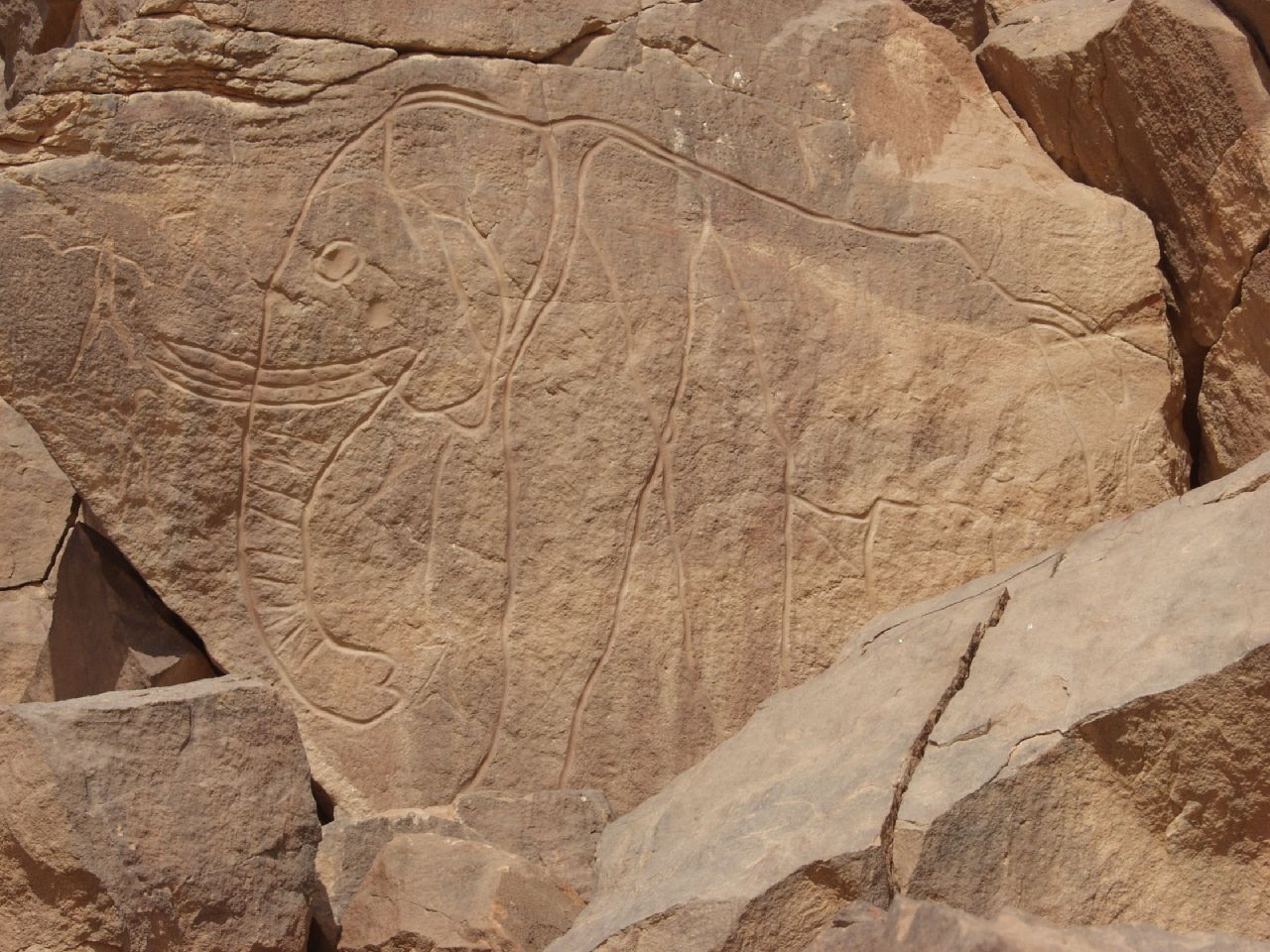
Felsgravur aus dem Wadi Mathendous in Südwest-Libyen (Wildtier- bzw. Jägerperiode)

Das Neolithikum war in Afrika nur in Ägypten, im nördlichen Sudan und an der Mittelmeerküste präsent. Die Menschen der Subsahara wechselten von der Altsteinzeit direkt in die Eisenzeit, als diese frühestens ab etwa 1000 v. Chr., von der Bantu-Expansion getrieben, nach und nach das subsaharische Afrika erreichte.

#### Umweltbedingungen
Bis zum Ende der Eiszeit gab es mehrere, immer kürzere Kalt- und Warmluftvorstöße bis hin zur extremen, von 12.900–11.500 B. P. dauernden Jüngeren Dryas, und diese hatten allesamt Auswirkungen auf das Klima und die Feuchtigkeit der Sahara. Entscheidend für die Besiedelung der Libyschen Wüste waren aber die holozänen Klimaphasen sowie die Klimaperioden direkt davor, die mit ihrer starken Aridisierung zunächst wieder dazu geführt hatten, dass die Menschen sich in feuchtere Gebiete, also die Küsten, die Oasen und in das Niltal zurückzogen. Als das Meer dann nach Ende dieser Trockenheit während des nun einsetzenden holozänen Wärmeintervalls zudem wieder anstieg, kam es unter den Jäger/Sammler-Bevölkerungen zu einer Ernährungskrise, die man in Europa kurz mit dem Begriff Mesolithikum zusammenfasst und die im Verein mit regionaler Überjagung vor allem in Vorderasien und im östlichen Nordafrika schließlich einen Wandel der Ernährung erzwang, der dann die Jungsteinzeit einleitete. Bezeichnend ist dabei, dass es außerhalb Europas ein Mesolithikum (in Nordafrika und Vorderasien als Epipaläolithikum bezeichnet) nur in Nordafrika, und hier vor allem im östlichen Teil gegeben hat, nicht jedoch in den übrigen Teilen des Kontinents. Und nur hier entwickelte sich dann auch ein Neolithikum.(Alle nun folgenden Zeitangaben wie ab dem Neolithikum üblich als v. Chr., nicht mehr B. P.)
Bezeugt wird die neolithische Lebensweise nicht nur durch die Felsbilder, sondern auch durch zahlreiche Werkzeugtypen, die man bis heute findet. Besonders eindrucksvoll sind dabei die Reibschalen und Reibsteine. Aber auch Sicheln, Pfeilschaftglätter, gelegentlich sogar aufwendig hergestellte Geräte mit Steinschliff und Bohrungen, Tonscherben usw. sind reichlich vorhanden und zeigen, dass das heutige Wüstengebiet einst eine durchaus lebenswerte Umgebung bot, die teils jahrtausendelang beständig war, während ihrer Wechsel aber zweifellos auch Krisensituationen schuf, die sowohl die Entwicklung der neolithischen Techniken vorantrieb wie auch die Entstehung des Nilstaats Ägypten aus dem Zusammenschluss mehrerer regionaler Kulturkomplexe und schließlich Ober- und Unterägyptens, der angeblich dem Pharao Narmer gelang. Die Felsbilder sind dabei ein Abbild dieser Entwicklung. Entscheidend dafür waren die anschließend kurz geschilderten Klimaphasen des ausgehenden Pleistozäns und des Holozäns.

#### Spätpleistozäne und holozäne Klimaphasen der Sahara
Ab 14.000 wurde die Sahara nach einer längeren Trockenphase, die durch einen etwa 8000–10.000 Jahre langen Vorstoß der europäischen Würm/Weichsel-Eiszeit verursacht gewesen war, langsam wieder feuchter, und der feuchtwarme Tropengürtel verschob sich allmählich wieder nach Norden. Diese Entwicklung verstärkte sich nach Ende der Eiszeitphase ab 10.500, da es dadurch zu erhöhten Niederschlägen kam, erreichte jedoch zunächst nicht die Nordsahara jenseits des 22. Breitengrades (heutige Grenze Ägypten–Sudan). Belegt ist dies durch Felsbilder dieser Region, in denen bis 6000 die Jäger- und daran anschließend und sie überlappend die sog. Rundkopfperiode der Felsbilder der Sahara vorherrschte mit Darstellungen zahlreicher Wildtiere wie Krokodilen, Flusspferden, Elefanten, Antilopen, Gazellen, Giraffen, Nashörnern, Büffeln, Raubkatzen usw.
7000 bis 5500 war die Nordsahara trocken, die Südsahara feucht. Der Tschadsee hatte sich seit etwa 20.000 Jahren zu einem Binnenmeer von der Größe des Kaspischen Meeres ausgedehnt mit durch die Verdunstung entsprechend starken Auswirkungen auf die Sahara (kühler und feuchter), Der Spiegel des Mittelmeeres stieg zwischen 8000 und 5000 um ca. 40 m an (13.000–8000 v. Chr. +30 m, 8000 bis ca. 7000 +20 m, 6700 bis heute +20 m) und bedeckte weite, bisher besiedelte Küstenflächen (durchschnittlich etwa 10 km landeinwärts).
Erstes Klimaoptimum: Zwischen 5000 und 4500. Maximum dieser Savannen-Entwicklung, die nun auch den Norden erreichte. Im 6. Jahrtausend begann dort der Ackerbau. Die Bevölkerung wanderte aus dem Süden ein. Die sogenannten Rundköpfe der Felsbilder des 7. bis 6. Jahrtausends werden gelegentlich als schwarzafrikanische Merkmale gedeutet: 7000–6000: Rundkopfperiode.
6000 bis 1500 folgt die Rinderperiode der Saharafelsbilder, die sich in etwa mit dem durch Gemeinsamkeiten der Töpfereimuster (Dotted wave pottery, Wellenkeramik) und Werkzeuginventare belegten Sahara-Sudan-Neolithikum (7.–3. Jahrtausend) deckt. Ab 4000 setzte vor allem im Nordbereich eine massive Trockenperiode ein, von der nur kleinere Regionalräume wie Hochplateaus, etwa das Gilf Kebir, verschont blieben.
Ab 3700 wurde es nochmals kurz feuchter (zweites Klimaoptimum). Ab 3400 setzte aber erneut Trockenheit ein, jedoch noch mit kleineren lokalen Feuchtgebieten, die erst bis 1300 ganz verschwanden.
Ab etwa 2800 begann dann die bis heute andauernde und noch immer fortschreitende hocharide Phase der Sahara, vermutlich ausgelöst von der sog. „Piora-Schwankung“, einem Vorrücken der Alpengletscher mit Aridisierungseffekt (das Wasser war in Eis gebunden). Die Wüste wurde nun völlig unbewohnbar und dehnte sich immer weiter nach Süden aus. Wasserbewirtschaftung im Niltal wurde notwendig und löste die Bildung früher staatlicher Formen aus, die letztlich zur Hochkultur des alten Ägypten führten. 1300 v. Chr. war schließlich ein mit den heutigen Verhältnissen vergleichbarer Klimazustand erreicht.
Wie sich der globale Klimawandel auf die Libysche Wüste auswirken wird, ist noch nicht völlig klar, doch haben Berechnungen ergeben, dass sie wie die Sahara insgesamt zu den wenigen Profiteuren gehören könnte. Durch ein komplexes Zusammenspiel sich auch bezüglich des Salzgehalts verändernder Meeresströmungen und des sich dadurch verlagernden westafrikanischen Monsungürtels nach Norden, wie das im Verlauf der afrikanischen Klimageschichte ja schon mehrmals der Fall gewesen ist, könnte die Sahara nämlich wieder so grün werden wie letztmals im fünften vorchristlichen Jahrtausend.
Dass es einen solchen Wandel geben kann, bezeugen nicht zuletzt die Veränderungen, die der Nasser-Stausee mit seiner Fläche von 5248 km² bei einer Länge von 500 km und einer Breite von 5–35 km auf das Klima Oberägyptens hat, das seither um einiges feuchter geworden ist, was vor allem die dortigen Dattelbauern zu spüren bekamen, deren früher besonders geschätzte, an extreme Trockenheit angepasste Früchte nun bei weitem nicht mehr die Qualität haben wie einst.

## Wirtschaftliche Bedeutung
Abgesehen von den geschilderten Wasservorkommen, dem Potential für große Solarenergieanlagen sowie ihrer Funktion als Ausdehnungsfläche für große Städte, Militär usw. ist die wirtschaftliche Bedeutung der Libyschen Wüste in Ägypten wie in Libyen eher gering. Das liegt nicht zuletzt an logistischen Problemen, die durch ihre enorme Ausdehnung entstehen, denn 96 % von Ägypten wie Libyen sind Wüste, und es ist sehr aufwendig, Straßen oder Eisenbahnlinien durch Wüsten zu bauen und zu unterhalten, dazu kommen Temperaturen, die im Sommer 60 °C und mehr betragen können. Auch verschlingen Wanderdünen selbst in der Nähe der großen Städte entlang des Nils immer wieder ganze Straßenabschnitte der vorhandenen Wüstenpisten samt den Strom- und Telefonleitungen daneben, und gewöhnlicher Asphalt hält bei den hohen Sommertemperaturen ebenfalls nicht lange, vor allem dann, wenn die Straßendecke durch schwer beladene Lastwagen ständig beansprucht wird und der Unterbau aus Sand besteht, der einfach aus der Wüste daneben herangeschoben wurde.
An Bodenschätzen gibt es einige Phosphatlager sowie mehrere Vorkommen von Eisen (vor allem bei Assuan und Bahariya), Mangan, Uran, Chrom und Gold. Die meisten dieser Vorkommen liegen jedoch nicht wie im vorigen Abschnitt dargestellt in der Libyschen Wüste, sondern in der sehr viel mineralreicheren Östlichen Wüste und im Sinai, ebenso wie die Erdöl- und Erdgasvorkommen. Andere Lagerstätten sind wegen ihrer problematischen Lage bisher nicht ausgebeutet worden. Die in den letzten Jahrzehnten vorgenommenen Ölprospektionen in der eigentlichen Libyschen Wüste, auf deren Hinterlassenschaften man gelegentlich stößt, waren allesamt erfolglos.
Historisch bedeutsam, wenn auch heute außer Betrieb, sind die Kalksteinbrüche am Mokattam-Hügel in Kairo, von wo viele der Pyramidenbausteine stammen, und die Granitsteinbrüche von Assuan, deren Rosengranit von den Pharaonen sehr begehrt war. Basalt-, Quarzit- und Porphyrsteinbrüche, die die begehrten Steine für Statuen sowie für die Ausgestaltung von Tempeln, Palast- und Grabanlagen lieferten, finden sich ebenfalls in der Libyschen Wüste. Diorit-Vorkommen gab es in Nubien, von wo die Pharaonen einst auch den Großteil ihres Goldes bezogen oder sich von dort aus zumindest in das Goldland Punt einschifften, von wo sie auch ihren Weihrauch bezogen.